# Liste des formations géologiques de Vénus
Voici une liste des formations géologiques de Vénus, la deuxième planète du système solaire en termes de distance au Soleil. Vénus est classée comme planète tellurique et ses taille, gravité et composition géologique presque similaires à celle de la Terre lui ont valu le surnom de « sœur de la Terre ». La surface de Vénus est couverte par une atmosphère dense et présente les signes d'une activité volcanique ancienne et violente, ainsi que d'une activité tectonique originale. Elle possède des volcans boucliers et composites similaires à ceux de la Terre, et d'autres types de volcans qui n'y ont pas d'équivalent.

## Chasmata
Un chasma (pluriel : chasmata) est une vallée à fortes pentes ou un large canyon. Sur Vénus, l'UAI a donné aux chasmata des noms de divinités et d'êtres mythologiques en rapport avec la Lune, la chasse ou les forêts, dans différentes cultures. Le genre féminin a été privilégié, comme pour l'ensemble de ces formations géologiques.
| Nom international       | Coordonnées       | Diamètre (km) | Année de nommage | Éponyme |
| ----------------------- | ----------------- | ------------- | ---------------- | --- |
| Aikhylu Chasma (en)     | 32° N, 292° E     | 300,0         | 1997             | Aikhylu, fille de la Lune dans un mythe bachkir.                                                                        |
| Aranyani Chasma (it)    | 69,3° N, 74,4° E  | 718,0         | 1985             | Aranyani (en), déesse hindoue de la forêt (sous-continent indien).                                                      |
| Ardwinna Chasma (it)    | 21° N, 197° E     | 500,0         | 1997             | Arduinna, déesse continentale celte des bois.                                                                           |
| Artemis Chasma          | 41,2° S, 138,5° E | 3 087,0       | 1982             | Artémis, déesse grecque de la chasse et de la Lune.                                                                     |
| Artio Chasma (it)       | 35,5° S, 39° E    | 450,0         | 1997             | Artio, déesse-ourse celte de la vie sauvage.                                                                            |
| Baba-Jaga Chasma (it)   | 53,2° N, 49,5° E  | 580,0         | 1985             | Baba Yaga, sorcière slave de la forêt.                                                                                  |
| Britomartis Chasma (it) | 33° S, 130° E     | 1 000,0       | 1994             | Britomartis, déesse grecque et crétoise de la chasse.                                                                   |
| Chang Xi Chasmata (it)  | 59° S, 17° E      | 220,0         | 1997             | Changxi (en), déesse chinoise qui donna naissance à douze Lunes.                                                        |
| Chondi Chasma (it)      | 18,5° S, 230° E   | 1 000,0       | 2003             | Chondi (en), déesse bengali des animaux sauvages.                                                                       |
| Dali Chasma (en)        | 17,6° S, 167° E   | 2 077,0       | 1982             | Dali (ka), déesse géorgienne (ka) de la chasse.                                                                         |
| Daura Chasma (it)       | 73,8° N, 53,8° E  | 729,0         | 1985             | Daura, grande chasseresse haoussa (Soudan de l'Ouest).                                                                  |
| Devana Chasma           | 22° N, 283,5° E   | 4 600,0       | 1982             | Devana, déesse tchécoslovaque de la chasse.                                                                             |
| Dewi Ratih Chasma (it)  | 6,5° S, 359,7° E  | 1 000,0       | 2000             | Dewi Ratih (en), déesse hindoue de la Lune à Bali.                                                                      |
| Diana Chasma (en)       | 14,8° S, 154,8° E | 938,0         | 1982             | Diane, déesse romaine de la chasse de la lune.                                                                          |
| Dziwica Chasma (it)     | 16,5° S, 235° E   | 1 300,0       | 2003             | Dziwica, jeune fille de la forêt dans les mythes des Sorabes (Est de l'Allemagne).                                      |
| Gamsilg Chasma (it)     | 46° S, 64° E      | 600,0         | 1997             | Gamsilg, divinité tchétchène et ingouche maléfique de la forêt.                                                         |
| Ganis Chasma            | 14,5° N, 194° E   | 615,0         | 1982             | Ganis, jeune fille de la forêt chez les Samis occidentaux.                                                              |
| Geyaguga Chasma (it)    | 56,5° S, 70° E    | 800,0         | 1997             | Geyaguga, divinité cherokee de la Lune.                                                                                 |
| Gui Ye Chasma (it)      | 9° S, 337,1° E    | 210,0         | 1997             | Gui Ye, fée chinoise de la Lune.                                                                                        |
| Hanghepiwi Chasma (it)  | 48,5° S, 18° E    | 1 100,0       | 1997             | Hanghepiwi, nom dakota de la Lune et de la nuit.                                                                        |
| Hanwi Chasma (it)       | 10,5° N, 247° E   | 1 800,0       | 2006             | Hanwi, déesse oglala de la Lune et des cieux.                                                                           |
| Hecate Chasma (it)      | 18,2° N, 254,3° E | 3 145,0       | 1982             | Hécate, déesse grecque de la Lune.                                                                                      |
| Heng-o Chasma (it)      | 6,6° N, 355,5° E  | 734,0         | 1982             | Heng-o, déesse chinoise de la Lune.                                                                                     |
| Hina Chasma (it)        | 63,7° N, 20° E    | 415,0         | 1991             | Hina, déesse de la Lune du panthéon polynésien (dont à Hawaï).                                                          |
| Ix Chel Chasma (it)     | 10° S, 73,4° E    | 503,0         | 1982             | Ix Chel, femme aztèque du dieu du Soleil ; probablement la déesse de la Lune.                                           |
| Jana Chasma (it)        | 12,2° S, 117,9° E | 650,0         | 2003             | Jana, déesse romaine de la Lune.                                                                                        |
| Juno Chasma (it)        | 30,5° S, 111,1° E | 915,0         | 1982             | Junon, déesse romaine des cieux ; sœur et épouse de Jupiter.                                                            |
| Kaygus Chasmata (it)    | 49,6° N, 52,1° E  | 503,0         | 1985             | Kaygus, dirigeante kète des animaux de la forêt (Sibérie).                                                              |
| Kicheda Chasma (it)     | 2,5° S, 213° E    | 1 500,0       | 2003             | Kicheda, déesse nganassane de la Lune (Péninsule de Taïmyr).                                                            |
| Kokomikeis Chasma (it)  | 0° N, 85° E       | 1 000,0       | 1997             | Kokomikeis, déesse pieds-noir/algonquin de la Lune.                                                                     |
| Kottravey Chasma (it)   | 30,5° N, 77,9° E  | 744,0         | 1985             | Kottravey, déesse dravidienne de la chasse (Inde).                                                                      |
| Kov-Ava Chasma (it)     | 58,8° S, 21,8° E  | 470,0         | 1997             | Kov-Ava, maîtresse mordve de la forêt (Finnois de la Volga).                                                            |
| Kozhla-Ava Chasma (it)  | 56,2° N, 50,6° E  | 581,0         | 1985             | Kozhla-Ava, déesse mari de la forêt (Finnois de la Volga).                                                              |
| Kuanja Chasma (it)      | 12° S, 99,5° E    | 890,0         | 1982             | Kuanja, déesse mbundu de l'esprit de la chasse.                                                                         |
| Lasdona Chasma (it)     | 69,3° N, 36,8° E  | 697,0         | 1985             | Lazdona (lt), principale déesse lituanienne de la forêt.                                                                |
| Latona Chasma (it)      | 26° N, 267,5° E   | 530,0         | 1997             | Latona, déesse romaine de la lune (latinisation de Leto).                                                               |
| Lesavka Chasma (it)     | 0,8° S, 215° E    | 800,0         | 2003             | Divinité de la forêt chez les Slaves de l'Est, fille du père des forêts Leshiy et de la déesse des marais Kikimora.     |
| Medeina Chasma (it)     | 46,2° N, 89,3° E  | 606,0         | 1985             | Déesse de la forêt en Lituanie.                                                                                         |
| Mežas-Mate Chasma (it)  | 51° N, 50,7° E    | 506,0         | 1985             | Mežas-Mate (de), déesse de la forêt en Lettonie.                                                                        |
| Misne Chasma (it)       | 78,3° N, 316,5° E | 610,0         | 1985             | Nymphe de la forêt chez les Mansis, en Sibérie.                                                                         |
| Mist Chasma (it)        | 39,5° N, 247,3° E | 244,0         | 1997             | Valkyrie (vallée nommée précédemment Fossé du Brouillard).                                                              |
| Morana Chasma (it)      | 68,9° N, 24,6° E  | 317,0         | 1985             | Déesse de la Lune tchèque.                                                                                              |
| Mots Chasma (it)        | 51,9° N, 56,1° E  | 464,0         | 1985             | Déesse de la Lune chez les Avars, dans le Caucase.                                                                      |
| Nang-byon Chasma (it)   | 4° N, 316,5° E    | 450,0         | 1997             | Déesse de la Lune pour les Thaïs (peuple) du Vietnam.                                                                   |
| Olapa Chasma (it)       | 42° S, 208,5° E   | 650,0         | 1997             | Olapa, déesse de la Lune des Maasaï (Kenya, Tanzania).                                                                  |
| Parga Chasmata          | 20° S, 255° E     | 11 000,0      | 1982             | Parga (sorcière), sorcière des forêts chez les Nénètses.                                                                |
| Pinga Chasma (it)       | 20° S, 287° E     | 500,0         | 1997             | Pinga, déesse eskimo de la chasse. Le dieu de la Lune Igaluk lui est inféodé.                                           |
| Quilla Chasma (it)      | 23,7° S, 127,3° E | 973,0         | 1982             | Quilla (en), déesse de la Lune inca.                                                                                    |
| Rabie Chasma (it)       | 10,5° S, 267° E   | 950,0         | 2000             | Rabie (en), déesse de la Lune chez les Wemale d'Indonésie orientale.                                                    |
| Ralk-umgu Chasma (it)   | 15° S, 106° E     | 840,0         | 2003             | Ralk-umgu, « femme de la Lune » pour les Nivkhes de l'île Sakhaline.                                                    |
| Reitia Chasma (it)      | 51,5° S, 100° E   | 400,0         | 1997             | Reitia, déesse vénète liée à la santé, à la chasse et à l'écriture.                                                     |
| Seo-Ne Chasma (it)      | 63,5° S, 26° E    | 430,0         | 1997             | Déesse coréenne de la Lune, épouse du Soleil.                                                                           |
| Sutkatyn Chasmata (it)  | 64° S, 11° E      | 350,0         | 1997             | Sutkatyn, esprit de la forêt chez les Koumyks au Daghestan.                                                             |
| Tellervo Chasma         | 60° S, 125° E     | 600,0         | 1997             | Tellervo, nymphe finnoise des bois.                                                                                     |
| Tkashi-mapa Chasma (it) | 13° N, 206° E     | 1 100,0       | 1997             | Tkashi-mapa (en), déesse des forêts géorgienne.                                                                         |
| Tsects Chasma (it)      | 61,6° S, 35° E    | 600,0         | 1997             | Tsects, esprit amical du monde souterrain des forêts pour les Amérindiens Haïdas, parfois nommée « grand-mère souris ». |
| Varz Chasma (it)        | 71,3° N, 27° E    | 346,0         | 1985             | Varz, déesse de la Lune pour les Lezghiens, dans le Caucase.                                                            |
| Vir-ava Chasma (it)     | 16,5° S, 124° E   | 1 700,0       | 1982             | Vir-ava; mère de la forêt pour les Mordves d'Ukraine et d'Asie centrale.                                                |
| Vires-Akka Chasma (it)  | 75,6° N, 341,6° E | 742,0         | 1985             | Vires-Akka, déesse de la forêt pour les Samis.                                                                          |
| Xaratanga Chasma (it)   | 54° S, 70° E      | 1 300,0       | 1997             | Xaratanga, déesse de la Lune dans l'ancien royaume tarasque au Mexique.                                                 |
| Zewana Chasma (it)      | 9° N, 212° E      | 900,0         | 1997             | Devana, déesse de la chasse pour les Slaves de l'Ouest de Pologne.                                                      |
| Žverine Chasma (it)     | 18,5° N, 271° E   | 1 300,0       | 1997             | Déesse de la chasse en Lituanie.                                                                                        |

## Colles
Un collis (pluriel : colles) est une petite colline ou une légère surélévation de la surface.
| Nom international    | Coordonnées       | Diamètre (km) | Année de nommage | Éponyme                                                                                 |
| -------------------- | ----------------- | ------------- | ---------------- | --------------------------------------------------------------------------------------- |
| Akkruva Colles (it)  | 46,1° N, 115,5° E | 1 059,0       | 1985             | Déesse de la pêche.                                                                     |
| Asherat Colles (it)  | 12° N, 162° E     | 500,0         | 2003             | Déesse phénicienne connue sous le nom de Asherat-of-the-Sea.                            |
| Chernava Colles (it) | 10,5° S, 335,5° E | 1 000,0       | 1997             | Sirène russe, fille du tsar des mers.                                                   |
| Jurate Colles (it)   | 56,8° N, 153,5° E | 418,0         | 1985             | Déesse marine de Lituanie évoquée dans le conte Jūratė et Kastytis (en).                |
| Marake Colles (it)   | 55,7° N, 217,8° E | 150,0         | 1997             | Déesse de la mer des Mansi (Ob, Ugra).                                                  |
| Mena Colles (it)     | 52,5° S, 160° E   | 850,0         | 1994             | Déesse romaine des menstruations.                                                       |
| Migazesh Colles (it) | 49° S, 198° E     | 230,0         | 2000             | Fille de la déesse de la mer chez les Adygans (Caucase du Nord).                        |
| Molpe Colles (it)    | 76° N, 192° E     | 548,0         | 1991             | Mère des Sirènes en Grèce.                                                              |
| Nahete Colles (it)   | 38° N, 241° E     | 400,0         | 1997             | Femme du dieu marin Agbe dans la mythologie Fon (Bénin).                                |
| Nuliayoq Colles (it) | 48° N, 224° E     | 350,0         | 1997             | Déesse de la mer chez les Inuits Netsilik (baie d'Hudson), apparentée à Sedna.          |
| Olosa Colles (it)    | 18° N, 353,3° E   | 200,0         | 1997             | Déesse du lagon des Yoruba (Nigeria).                                                   |
| Ran Colles (it)      | 1° N, 163° E      | 400,0         | 2003             | Déesse marine de Scandinavie.                                                           |
| Ruad Colles (it)     | 68° S, 118° E     | 400,0         | 1997             | Déesse irlandaise, qui s'est enfoncée dans la mer en dormant dans son bateau de bronze. |
| Salofa Colles (it)   | 63° S, 167° E     | 250,0         | 1997             | Fille et tortue de mer dans des contes des Samoa.                                       |
| T'ien Hu Colles (it) | 30,7° N, 15,1° E  | 947,0         | 1991             | Tianhou, déesse marine de Chine.                                                        |
| Urutonga Colles (it) | 10° N, 154° E     | 500,0         | 2003             | Déesse marine Māori.                                                                    |

## Coronae
Une corona (« couronne ») (pluriel : coronae) est une formation circulaire à ovoïde, marquée extérieurement par de nombreuses failles.

## Cratères d'impact
Un cratère d'impact est la dépression de forme plus ou moins circulaire résultant d'un impact cosmique, c'est-à-dire de la collision d'un objet céleste (un astéroïde ou une comète, ou un fragment d'astéroïde ou de comète). Les cratères d'impact ont généralement des bords relevés, et parfois un pic (ou un soulèvement) central. Ils sont souvent entourés d'éjectas.

## Dorsa
Un dorsum (pluriel : dorsa) est une crête montagneuse, ou plus généralement une structure allongée et surélevée.
| Nom international        | Coordonnées           | Diamètre (km) | Année de nommage | Éponyme                                                                                      |
| ------------------------ | --------------------- | ------------- | ---------------- | -------------------------------------------------------------------------------------------- |
| Abe Mango Dorsa (it)     | 47° N, 212° E         | 800,0         | 1997             | Abe Mango (pl), fille du dieu du Soleil chez les Tucanos (Brésil).                           |
| Achek Dorsa (it)         | 37,2° S, 230° E       | 1 000,0       | 1997             | Achek, femme de Deng, le dieu de la pluie, dans la mythologie des Dinka (Soudan)             |
| Aditi Dorsa (it)         | 30° S, 189° E         | 1 200,0       | 1997             | Déesse indienne du ciel.                                                                     |
| Ahsonnutli Dorsa (it)    | 47,9° N, 196,5° E     | 1 708,0       | 1985             | Ahsonnutli, esprit féminin Navajo des cieux et de la lumière.                                |
| Aida-Wedo Dorsa (it)     | 73° N, 214° E         | 450,0         | 1997             | Ayida Wedo, esprit féminin de l'arc-en-ciel à Haïti.                                         |
| Akewa Dorsa (it)         | 45,5° N, 184° E       | 900,0         | 1997             | Akewa, déesse Toba (Argentine) du Soleil.                                                    |
| Akuanda Dorsa (it)       | 63,5° N, 232° E       | 800,0         | 1997             | Déesse akuanda et adygan de la lumière.                                                      |
| Alkonost Dorsa (it)      | 5° S, 341° E          | 730,0         | 1997             | Alkonost, oiseau magique à face de femme, vivant au Paradis chez les Slaves de l'Est.        |
| Allat Dorsa (it)         | 60° N, 70° E          | 750,0         | 1985             | Al-Lat, déesse céleste des Arabes.                                                           |
| Amitolane Dorsa (it)     | 77° 00′ S, 335° 00′ E | 900,0         | 1997             | Amitolane (ar), personnification féminine de l'arc-en-ciel chez les Zuni (Amérique du Nord). |
| Anpao Dorsa (it)         | 62° N, 207° E         | 550,0         | 1997             | Anpao, aube personnifiée par un esprit féminin chez les Dakotas.                             |
| Arev Dorsa (it)          | 52° S, 216° E         | 420,0         | 2000             | Déesse solaire d'Arménie.                                                                    |
| Asiaq Dorsa (it)         | 53° S, 55° E          | 400,0         | 1997             | Asiaq, déesse inuit de la météorologie.                                                      |
| Auska Dorsum (it)        | 59,9° N, 357,8° E     | 361,0         | 1985             | Déesse du Soleil rayonnant (Lituanie).                                                       |
| Aušrā Dorsa (it)         | 49,4° N, 25,3° E      | 859,0         | 1985             | Déesse de l'aube (Lituanie).                                                                 |
| Barbale Dorsa (it)       | 15° N, 143° E         | 1 200,0       | 1997             | Déesse du Soleil (Géorgie).                                                                  |
| Ben Dorsa (it)           | 71,2° N, 284,1° E     | 628,0         | 1985             | Ben, déesse du ciel au Vietnam.                                                              |
| Bezlea Dorsa (it)        | 30,4° N, 36,5° E      | 807,0         | 1985             | Déesse de la lumière du soir (Lituanie).                                                     |
| Biliku Dorsa (it)        | 47° S, 138° E         | 600,0         | 1997             | Biliku (it), déesse de la mousson aux îles Andaman.                                          |
| Boszorkány Dorsa (it)    | 19,5° S, 105° E       | 550,0         | 2003             | Boszorkany, sorcière hongroise volant dans le ciel.                                          |
| Breksta Dorsa (it)       | 35,9° N, 304° E       | 700,0         | 1985             | Déesse des ténèbres nocturnes (Lituanie). Nom changé en Breksta Linea en août 2004.          |
| Charykh-Keyok Dorsa (it) | 54,5° N, 285° E       | 550,0         | 1997             | Charykh-Keyok, femme-oiseau magique kakhasian (Sibérie méridionale).                         |
| Chih Nu Dorsum (it)      | 73° S, 195° E         | 625,0         | 1994             | Le Bouvier et la Tisserande, déesse céleste chinoise.                                        |
| Dennitsa Dorsa (it)      | 85,6° N, 205,9° E     | 872,0         | 1985             | Dennitsa, déesse slave de la lumière du jour.                                                |
| Dodola Dorsa (it)        | 46,8° N, 272,6° E     | 607,0         | 1985             | Déesse de la pluie pour les Slaves du Sud.                                                   |
| Dudumitsa Dorsa (it)     | 13,5° S, 358° E       | 980,0         | 2000             | Dudumitsa, déesse bulgare de la pluie.                                                       |
| Dyan-Mu Dorsa (it)       | 78,2° N, 31,9° E      | 687,0         | 1985             | Déesse chinoise de la lumière.                                                               |
| Dylacha Dorsa (it)       | 19° S, 76° E          | 650,0         | 1997             | Dylacha, déesse solaire sibérienne (Toungouses, Evenks).                                     |
| Etain Dorsa (it)         | 45° S, 199° E         | 1 400,0       | 1997             | Etain, déesse irlandaise liée au Soleil et aux chevaux.                                      |
| Frigg Dorsa (it)         | 51,2° N, 150,6° E     | 896,0         | 1985             | Frigg, en Norvège, nom de la déesse suprême, épouse d'Odin.                                  |
| Fulgora Dorsa (it)       | 78,5° N, 342° E       | 463,0         | 2009             | Fulgora, déesse romaine de la lumière.                                                       |
| Hemera Dorsa (it)        | 51° N, 243,4° E       | 587,0         | 1985             | Héméra, déesse grecque, personnification du jour.                                            |
| Hera Dorsa (it)          | 36,4° N, 29,5° E      | 813,0         | 1985             | Héra, déesse grecque suprême, épouse de Zeus.                                                |
| Iris Dorsa (it)          | 52,7° N, 221,3° E     | 2 050,0       | 1985             | Iris, déesse grecque, personnification de l'arc-en-ciel.                                     |
| Iyele Dorsa (it)         | 50° 00′ N, 278° 42′ E | 595,0         | 1985             | Iyele, sorcière maîtresse des vents en Moldavie.                                             |
| Juno Dorsum              | 31° S, 95,6° E        | 1 652,0       | 1982             | Juno, déesse suprême romaine, épouse de Jupiter.                                             |
| Kadlu Dorsa (it)         | 69,5° S, 188° E       | 500,0         | 1997             | Kadlu, déesse inuit de l'orage.                                                              |
| Kalm Dorsa (it)          | 18° N, 309° E         | 300,0         | 1997             | Kalm, Mansi (Ob), messagère ailée entre mondes divin et humain.                              |
| Kamari Dorsa (it)        | 59,2° N, 55,8° E      | 589,0         | 1985             | Déesse céleste géorgienne, fille du dieu de la météorologie.                                 |
| Kastiatsi Dorsa (it)     | 53° S, 245° E         | 1 200,0       | 1997             | Déesse arc-en-ciel Kastiatsi, Acoma.                                                         |
| Khadne Dorsa (it)        | 14° 00′ S, 334° 30′ E | 220,0         | 1997             | Khadne, incarnation féminine de la tempête de neige pour les Nenets.                         |
| Kotsmanyako Dorsa (it)   | 76° S, 242° E         | 1 900,0       | 1997             | Kotsmanyako, fille de la mythologie Keresan Pueblo qui a disposé les étoiles dans les cieux. |
| Kuldurok Dorsa (it)      | 50,4° S, 61° E        | 1 100,0       | 1997             | Kuldurok, déesse ouzbek du tonnerre et de la foudre.                                         |
| Laūma Dorsa (it)         | 64,8° N, 190,4° E     | 1 517,0       | 1985             | Sorcière volante de Lettonie.                                                                |
| Laverna Dorsa (it)       | 50° S, 132° E         | 1 100,0       | 1997             | Déesse romaine des ténèbres et du revenu.                                                    |
| Lemkechen Dorsa (it)     | 18,5° N, 68,5° E      | 2 000,0       | 1997             | Lemkechen, déesse berbère de l'étoile polaire, qui tient le chameau immobile pour le traire. |
| Lukelong Dorsa (it)      | 73,3° N, 178,8° E     | 1 566,0       | 1985             | Lukelong, déesse polynésienne, créatrice des cieux.                                          |
| Lumo Dorsa (it)          | 24,5° N, 149° E       | 500,0         | 1997             | Déesse tibétaine du ciel, de la pluie et de la brume.                                        |
| Mardezh-Ava Dorsa (it)   | 32,4° N, 68,6° E      | 906,0         | 1985             | Déesse mari du vent (Finnois de la Volga).                                                   |
| Menkerot Dorsa (it)      | 20° S, 351,5° E       | 770,0         | 2000             | Déesse d'Égypte ancienne, mère du Soleil.                                                    |
| Metelitsa Dorsa (it)     | 16° N, 31° E          | 1 300,0       | 1997             | Metelitsa (en), déesse de la tempête de neige dans la mythologie slave orientale.            |
| Naatse-elit Dorsa (it)   | 66° S, 249° E         | 950,0         | 1997             | Naatse-elit, déesse arc-en-ciel navajo.                                                      |
| Nambi Dorsum (it)        | 72,5° S, 213° E       | 1 125,0       | 1994             | Nambi (en), déesse céleste (Ouganda).                                                        |
| Naran Dorsa (it)         | 54° S, 238° E         | 600,0         | 1997             | Naran, déesse solaire de Mongolie.                                                           |
| Natami Dorsa (it)        | 71,5° S, 258° E       | 800,0         | 1997             | Natami (fée), fée de la beauté Mon (Myanmar).                                                |
| Nephele Dorsa (it)       | 39,7° N, 138,8° E     | 1 937,0       | 1985             | Néphélé (ancêtre des centaures), déesse grecque des nuages.                                  |
| Nichka Dorsa (it)        | 10° S, 354° E         | 550,0         | 2000             | Nichka, divinité ukrainienne de la nuit.                                                     |
| Norwan Dorsa (it)        | 65° N, 163° E         | 450,0         | 1997             | Norwan, déesse de la lumière Wintun (Californie).                                            |
| Nuvakchin Dorsa (it)     | 53° S, 212° E         | 2 200,0       | 1997             | Nuvakchin, fille de la neige Hopi ('kachina').                                               |
| Odzerchen Dorsa (it)     | 72° S, 152° E         | 300,0         | 2000             | Odzerchen, déesse tibétaine de la lumière infinie.                                           |
| Ojuz Dorsa (it)          | 6° N, 37° E           | 400,0         | 1997             | Déesse du gel et du vent froid (Tadjikistan).                                                |
| Okipeta Dorsa (it)       | 67,5° N, 240° E       | 1 200,0       | 1985             | Ocypète, déesse grecque des tourbillons.                                                     |
| Oshumare Dorsa (it)      | 58,5° S, 79° E        | 550,0         | 1997             | Déesse arc-en-ciel yoruba.                                                                   |
| Oya Dorsa (it)           | 21,5° N, 157,5° E     | 480,0         | 2003             | Déesse yoruba des violentes averses.                                                         |
| Pandrosos Dorsa (it)     | 58,2° N, 207,7° E     | 1 254,0       | 1985             | Déesse grecque de la rosée.                                                                  |
| Poludnitsa Dorsa (it)    | 5° N, 179,5° E        | 1 500,0       | 1997             | Poludnitsa, sorcière slave orientale, déesse du maïs.                                        |
| Pulugu Dorsa (it)        | 65° S, 225° E         | 650,0         | 1997             | Déesse du vent de la mousson aux îles Andaman.                                               |
| Ragana Dorsa (it)        | 69° S, 246° E         | 950,0         | 1997             | Sorcière lettone.                                                                            |
| Rokapi Dorsa (it)        | 55° S, 222° E         | 2 200,0       | 1997             | Sorcière suprême de Géorgie.                                                                 |
| Salme Dorsa (it)         | 58° N, 25,2° E        | 447,0         | 1991             | Salme, fille céleste d'Estonie.                                                              |
| Saule Dorsa (it)         | 58° S, 206° E         | 1 375,0       | 1994             | Déesse solaire de Lituanie et de Lettonie.                                                   |
| Sel-Anya Dorsa           | 79,4° N, 81,3° E      | 975,0         | 1985             | Déesse hongroise du vent.                                                                    |
| Semuni Dorsa (it)        | 75,9° N, 8° E         | 514,0         | 1985             | Semuni, déesse du ciel d'Ulchian (Sibérie).                                                  |
| Shishimora Dorsa (it)    | 37° N, 297° E         | 800,0         | 1997             | Déesse slave orientale de la nuit et des rêves.                                              |
| Sige Dorsa (it)          | 31,2° N, 106,9° E     | 478,0         | 1991             | Sige (déesse), déesse céleste à Babylone.                                                    |
| Siksaup Dorsa (it)       | 73° S, 228° E         | 650,0         | 1997             | déesse solaire Siksaup, Kachin (Myanmar).                                                    |
| Sinanevt Dorsa (it)      | 66,5° N, 171° E       | 1 800,0       | 1997             | Sinanevt, Itelmen (Kamchatka) - Fille de Raven, épouse de l'homme du ciel.                   |
| Sirona Dorsa (it)        | 43,5° S, 193,5° E     | 700,0         | 1997             | Sirona, déesse celtique du ciel.                                                             |
| Sogbo Dorsa (it)         | 40° S, 237° E         | 900,0         | 1997             | Sogbo (it), divinité fon de l'orage.                                                         |
| Spidola Dorsa (it)       | 73,5° S, 325° E       | 950,0         | 1997             | Sorcière lettone.                                                                            |
| Sunna Dorsa (it)         | 53° S, 134° E         | 500,0         | 1997             | Sunna, déesse solaire norvégienne.                                                           |
| Surupa Dorsa (it)        | 71,7° N, 209° E       | 981,0         | 1997             | Surupa, déesse céleste des Hindous, créatrice de la pluie.                                   |
| Tezan Lineae (it)        | 81,4° N, 47,1° E      | 1 079,0       | 1985             | Déesse étrusque de l'aube.                                                                   |
| Tikoiwuti Dorsa (it)     | 56° N, 225° E         | 1 000,0       | 1997             | Déese des ténèbres Tikoiwuti, Hopi.                                                          |
| Tinianavyt Dorsa (it)    | 51° S, 239° E         | 1 500,0       | 1997             | Koryak (Kamchatka) - épouse de l'homme du ciel.                                              |
| Tomem Dorsa (it)         | 31,2° N, 7,2° E       | 970,0         | 1985             | Ketian (Sibérie) -Mère de la chaleur qui vit dans le ciel, près du Soleil.                   |
| Tsovinar Dorsa (it)      | 46° S, 254° E         | 1 100,0       | 1997             | Tsovinar – Déesse arménienne de la lumière.                                                  |
| Tukwunag Dorsa (it)      | 69° S, 155° E         | 1 000,0       | 1997             | Déesse des cumulus Tukwunag, Hopi.                                                           |
| Unelanuhi Dorsa (it)     | 12° N, 87° E          | 2 600,0       | 1997             | Déesse solaire Unelanuhi, Cherokee.                                                          |
| Uni Dorsa (it)           | 33,7° N, 114,3° E     | 800,0         | 1985             | Déesse étrusque, épouse du dieu suprême.                                                     |
| Unuk Dorsa (it)          | 4,5° S, 351,5° E      | 400,0         | 1997             | Esprit féminin nocturne Unuk (Chukotka).                                                     |
| Urkuk Dorsa (it)         | 12° S, 320° E         | 600,0         | 1997             | Esprit féminin nocturne à Sakhaline.                                                         |
| Vaiva Dorsum (it)        | 53,2° S, 204° E       | 520,0         | 1994             | Déesse arc-en-ciel lituanienne.                                                              |
| Varma-Ava Dorsa (it)     | 62,3° N, 268,8° E     | 767,0         | 1985             | Déesse du vent des Mordves (Finnois de la Volga).                                            |
| Vedma Dorsa (it)         | 42° N, 159° E         | 3 345,0       | 1985             | Sorcière slave orientale.                                                                    |
| Vejas-mate Dorsa (it)    | 70,5° S, 245° E       | 1 600,0       | 1997             | Mère des vents (déesse lettone).                                                             |
| Vetsorgo Dorsum (it)     | 6,5° S, 163° E        | 700,0         | 2000             | Déesse, fille du dieu céleste suprême Nishke des Mordves et Erzya (Finnois de la Volga).     |
| Wala Dorsa (it)          | 17° S, 62° E          | 500,0         | 1997             | Esprit féminin de l'aube Fox.                                                                |
| Yalyane Dorsa (it)       | 7° 00′ N, 177° 00′ E  | 1 200,0       | 1997             | Esprit féminin de la lumière chez les Nenets Yalyane.                                        |
| Yumyn-Udyr Dorsa (it)    | 81,4° N, 164,7° E     | 1 086,0       | 1985             | Yumyn-Udyr, déesse fille du dieu suprême des Maris (Finnois de la Volga).                    |
| Zaryanitsa Dorsa (it)    | 0° N, 170° E          | 1 100,0       | 1997             | Zaryanitsa, déesse slave orientale de la lumière nocturne.                                   |
| Zimcerla Dorsa (it)      | 47,5° S, 73,5° E      | 850,0         | 1997             | Zimcerla, déesse de l'aube slave occidentale.                                                |
| Zorile Dorsa (it)        | 39,9° N, 338,4° E     | 1 041,0       | 1985             | Zorile, déesse moldave de l'aube.                                                            |

## Farra
Un farrum (pluriel : farra) est un dôme au sommet très plat et aux pentes abruptes, un type de formation géologique qu'on ne rencontre que sur Vénus. Leur forme de galette leur a valu le sobriquet de pancakes.
| Nom international     | Coordonnées       | Diamètre (km) | Année de nommage | Éponyme                                                       |
| --------------------- | ----------------- | ------------- | ---------------- | ------------------------------------------------------------- |
| Aegina Farrum (it)    | 35,5° N, 20,9° E  | 60,0          | 1994             | Nymphe grecque de rivière.                                    |
| Anqet Farra (it)      | 33,6° N, 311,5° E | 125,0         | 1994             | Déesse égyptienne des eaux fertiles.                          |
| Anqet Farrum          | 33,6° N, 311,5° E | 125,0         | 1994             | Déesse égyptienne des eaux fertiles. Renommée en Anqet Farra. |
| Carmenta Farra        | 12,4° N, 8° E     | 180,0         | 1994             | Déesse romaine du printemps.                                  |
| Egeria Farrum (it)    | 43,6° N, 7,5° E   | 40,0          | 1994             | Nymphe d'eau romaine.                                         |
| Flosshilde Farra (it) | 10,5° N, 279,4° E | 75,0          | 1994             | Nymphe d'eau germanique.                                      |
| Liban Farra (it)      | 23,9° S, 353,5° E | 100,0         | 1994             | Déesse aquatique irlandaise.                                  |
| Nammu Farra (it)      | 2,3° N, 169,4° E  | 160,0         | 2003             | Déesse assyro-babylonienne des eaux primordiales.             |
| Oshun Farra (it)      | 4,2° N, 19,3° E   | 80,0          | 1994             | Déesse yoruba de l'eau fraîche.                               |
| Seoritsu Farra        | 30° S, 11° E      | 230,0         | 1994             | Déesse des ruisseaux au Japon.                                |

## Fluctus
Un fluctus (pluriel identique) est une formation résultant d'un écoulement (de lave ou d'eau).
| Nom international        | Coordonnées           | Diamètre (km) | Année de nommage | Éponyme                                                                    |
| ------------------------ | --------------------- | ------------- | ---------------- | -------------------------------------------------------------------------- |
| Alpan Fluctus (it)       | 7,5° S, 349° E        | 500,0         | 1997             | Déesse du feu Lezghin (Daghestan).                                         |
| Argimpasa Fluctus (it)   | 0° N, 175,5° E        | 950,0         | 1997             | Argimpasa, déesse scythe de l'amour.                                       |
| Arubani Fluctus (it)     | 55° S, 132° E         | 620,0         | 1997             | Déesse suprême Urartu.                                                     |
| Bolotnitsa Fluctus (it)  | 50° N, 160° E         | 1 100,0       | 1997             | Sirène slave orientale des marais.                                         |
| Cavillaca Fluctus (it)   | 72° S, 340° E         | 800,0         | 1997             | Déesse vierge, transformée en rocher - Huarochiri (Pérou).                 |
| Darago Fluctus (it)      | 11,5° S, 313,5° E     | 775,0         | 1994             | Déesse volcanique philippine Darago.                                       |
| Djabran Fluctus (it)     | 43,5° S, 183° E       | 300,0         | 1997             | Déesse chevrière Djabran, Abkhaze.                                         |
| Djata Fluctus (it)       | 66,5° N, 307,5° E     | 280,0         | 1997             | Déesse aquatique Ngadju (Kalimantan).                                      |
| Dotetem Fluctus (it)     | 6° S, 177,5° E        | 530,0         | 1997             | Esprit maléfique Ketian (Yenisey R.).                                      |
| Eriu Fluctus (it)        | 37° S, 357° E         | 600,0         | 1991             | Terre mère irlandaise.                                                     |
| Heloha Fluctus (it)      | 77° N, 344° E         | 375,0         | 2009             | Heloha, oiseau-tonnerre Chocktaw.                                          |
| Henwen Fluctus (it)      | 20,5° S, 179,9° E     | 485,0         | 1994             | Henwen, déesse-truie celtique britannique.                                 |
| Hikuleo Fluctus (it)     | 52,5° N, 208° E       | 600,0         | 1997             | Hikuleo, déesse du monde souterrain tonga.                                 |
| Ilaheva Fluctus (it)     | 42,5° S, 84° E        | 900,0         | 2000             | déesse-asticot tonga.                                                      |
| Itoki Fluctus (it)       | 6° S, 229° E          | 900,0         | 2003             | Itoki, déesse du Nicaragua liée aux insectes, aux étoiles, aux planètes.   |
| Juturna Fluctus (it)     | 76° S, 350° E         | 900,0         | 1997             | Nymphe romaine du ruisseau de Lavinia, épouse de Janus, mère de Fons.      |
| Kaapaau Fluctus (it)     | 66,5° S, 181° E       | 350,0         | 2000             | Kaapaau, déesse polynésienne des requins.                                  |
| Kaiwan Fluctus (it)      | 45,5° S, 358° E       | 1 200,0       | 1991             | Terre mère éthiopienne.                                                    |
| Kasogonaga Fluctus (it)  | 18° S, 268° E         | 850,0         | 2000             | Kasogonaga (es), Tribus Chaco/Guaraní (Argentine) esprit de pluie féminin. |
| Koti Fluctus (it)        | 12,5° N, 318° E       | 400,0         | 1997             | Koti, Creek (sud-est des États-Unis), grenouille d'eau, esprit serviable.  |
| Kunkubey Fluctus (it)    | 50° S, 207° E         | 350,0         | 2000             | Kunkubey, déesse Yakoute/Sakha, épouse du dieu suprême Yuryung.            |
| Mamapacha Fluctus (it)   | 60° N, 185° E         | 900,0         | 1997             | Déesse inca des tremblements de terre.                                     |
| Medb Fluctus (it)        | 56° S, 127° E         | 350,0         | 1997             | Mère des dieux irlandaise, épouse d'Ailil.                                 |
| Merisa Fluctus (it)      | 20,5° N, 9° E         | 630,0         | 2000             | Déesse apicultrice d'Adygan (Caucase du Nord).                             |
| Mert Fluctus (it)        | 50,5° S, 230,5° E     | 250,0         | 2000             | Mert, déesse égyptienne de la musique et du chant.                         |
| Mortim-Ekva Fluctus (it) | 1° N, 334° E          | 1 250,0       | 2000             | Mansi (rivière Ob Ugra), maîtresse du « pays des oiseaux ».                |
| Mylitta Fluctus (it)     | 54° S, 355,5° E       | 1 250,0       | 1991             | Déesse mère sémitique.                                                     |
| Nambubi Fluctus (it)     | 61° S, 135° E         | 850,0         | 1997             | Déesse ganda, mère du dieu Mukasa.                                         |
| Naunet Fluctus (it)      | 81° S, 136° E         | 200,0         | 2000             | Noun, déesse égyptienne céleste (Héliopolis).                              |
| Neago Fluctūs (it)       | 49,3° N, 351° E       | 0,0           | 1991             | Neago, Seneca (USA), déesse du silence.                                    |
| Nekhebet Fluctus (it)    | 0° N, 35° E           | 400,0         | 1997             | Déesse égyptienne des vautours.                                            |
| Ney-Anki Fluctus (it)    | 37° S, 105° E         | 950,0         | 2000             | Déesse mère du feu Khanty (Ob, Ugra).                                      |
| Ningyo Fluctus (it)      | 5,5° S, 206° E        | 970,0         | 1994             | Déesse-poisson du Japon.                                                   |
| Oilule Fluctus (it)      | 22° 00′ S, 79° 00′ E  | 900,0         | 2000             | Oilule, épouse du dieu de l'orage bulgare.                                 |
| Ovda Fluctus (it)        | 6,1° S, 95,5° E       | 310,0         | 1994             | Nom de la région où cet élément se trouve.                                 |
| Praurime Fluctus (it)    | 16° 00′ N, 154° 00′ E | 750,0         | 1997             | Praurimė, déesse lituanienne du feu.                                       |
| Rafara Fluctus (it)      | 65° S, 159° E         | 700,0         | 1997             | Déesse des eaux Rafara, Malagasy (Madagascar).                             |
| Sicasica Fluctus (it)    | 52° S, 180,4° E       | 175,0         | 1994             | Déesse de montagne Sicasica, Aymara (Bolivie).                             |
| Sobra Fluctus (it)       | 6° N, 248° E          | 700,0         | 1997             | Déesse primordiale créatrice Marindanim (Nouvelle-Guinée, Mélanésie).      |
| Sonmunde Fluctus (it)    | 60° S, 120° E         | 400,0         | 1997             | Déesse coréenne des montagnes.                                             |
| Strenia Fluctus (it)     | 41° N, 250° E         | 490,0         | 1997             | Déesse romaine associée aux festivités du Nouvel An.                       |
| Syvne Fluctus (it)       | 36° S, 72° E          | 900,0         | 2000             | Esprit féminin du vent des Nenets.                                         |
| Tie Fluctus (it)         | 21° N, 159° E         | 550,0         | 2003             | Tie, déesse égyptienne de l'intelligence et de la sagesse.                 |
| Tsunghi Fluctus (it)     | 67° S, 130° E         | 800,0         | 1997             | Hibaro (Équateur) - déesse de l'eau.                                       |
| Turgmam Fluctus (it)     | 56° N, 220° E         | 500,0         | 1997             | Maîtresse du feu dans les mythes de Sakhaline, Turgmam, Nivkhi.            |
| Ubastet Fluctus (it)     | 48° S, 27° E          | 550,0         | 1997             | Bastet, déesse-chat égyptienne.                                            |
| Uilata Fluctus (it)      | 17° N, 314° E         | 700,0         | 1997             | Monstre femelle Cherokee vêtu de pierre.                                   |
| Uzume Fluctus (it)       | 28,6° N, 220,3° E     | 700,0         | 1997             | Déesse japonaise de la gaieté.                                             |
| Vut-Ami Fluctus (it)     | 38° S, 67° E          | 1 300,0       | 2000             | Déesse du feu des Tchouvaches (Volga).                                     |
| Yagami Fluctus (it)      | 80,6° S, 152° E       | 260,0         | 2000             | Déesse japonaise, mariée avec le dieu O-kuninusi.                          |
| Zipaltonal Fluctus (it)  | 37,7° N, 251,3° E     | 290,0         | 1997             | Déesse créatrice nicaraguayenne de Zipaltonal.                             |

## Fossae
Une fossa (pluriel : fossae) est une dépression linéaire encaissée, ou une vallée longue et étroite.
| Nom international      | Coordonnées       | Diamètre (km) | Année de nommage | Éponyme                                                            |
| ---------------------- | ----------------- | ------------- | ---------------- | ------------------------------------------------------------------ |
| Aife Fossae (it)       | 67° N, 131° E     | 280,0         | 1997             | Déesse guerrière irlandaise.                                       |
| Ajina Fossae (it)      | 45° S, 258° E     | 300,0         | 1997             | Esprit mauvais chez les Tadjiks.                                   |
| Albasty Fossae (it)    | 9° S, 336,5° E    | 500,0         | 1997             | Esprit mauvais chez les Tatars.                                    |
| Arianrod Fossae (it)   | 37° N, 239,9° E   | 715,0         | 1985             | Reine guerrière celte.                                             |
| Bellona Fossae (it)    | 38° N, 222,1° E   | 855,0         | 1985             | Déesse de la guerre romaine, épouse de Mars.                       |
| Brynhild Fossae (it)   | 26° S, 18° E      | 1 800,0       | 1997             | Jeune femme guerrière de la mythologie nordique.                   |
| Enyo Fossae (it)       | 62° S, 351° E     | 700,0         | 1991             | Déesse grecque de la guerre.                                       |
| Fea Fossae (it)        | 27,5° N, 224° E   | 620,0         | 1997             | Déesse gaélique de la guerre.                                      |
| Felesta Fossae (it)    | 34,5° N, 46,5° E  | 570,0         | 1991             | Reine amazone dans les récits épiques scythes.                     |
| Friagabi Fossae (it)   | 50,2° N, 109,5° E | 141,0         | 1985             | Ancienne déesse anglaise, liée au dieu Mars.                       |
| Gulaim Fossae (it)     | 5° S, 329° E      | 800,0         | 1997             | Cheffe amazone des Karakalpak.                                     |
| Hanekasa Fossae (it)   | 29° N, 148,5° E   | 700,0         | 1997             | Guerrière amazone des Sanema (Venezuela).                          |
| Hildr Fossa            | 45,4° N, 159,4° E | 677,0         | 1985             | Hildr, guerrière de la mythologie nordique.                        |
| Ilbis Fossae (it)      | 71,9° N, 254,6° E | 512,0         | 1985             | Déesse du carnage de Yakoutie (Sibérie).                           |
| Karra-ma-hte Fossae    | 28° N, 342° E     | 1 800,0       | 1997             | Déesse lettone de la guerre.                                       |
| Khosedem Fossae (it)   | 13° S, 303° E     | 1 800,0       | 1997             | Principale déesse mauvaise des Ketian (Yenisey R.)                 |
| Magura Fossae (it)     | 12° S, 332,5° E   | 600,0         | 1997             | Guerrière slave ailée (Slaves de l'est).                           |
| Manto Fossae (it)      | 63,6° N, 64,9° E  | 536,0         | 1991             | Déesse grecque de la guerre.                                       |
| Minerva Fossae (it)    | 64,5° N, 252,5° E | 0,0           | 1985             | Déesse romaine de la guerre.                                       |
| Mist Fossae            | 39,5° N, 247,3° E | 244,0         | 1985             | Valkyrie (mythologie nordique). Changée en Mist Chasma.            |
| Naguchitsa Fossae (it) | 35,6° S, 159,3° E | 730,0         | 2003             | Guerrière malveillante des Adygan, vieille femme aux dents en fer. |
| Naijok Fossae (it)     | 70,2° S, 337° E   | 450,0         | 1997             | Divinité mauvaise des Dinka (Soudan).                              |
| Namjyalma Fossae (it)  | 2,5° N, 2,7° E    | 560,0         | 2000             | Mère victorieuse du Tibet.                                         |
| Narundi Fossae (it)    | 66,5° S, 329° E   | 700,0         | 1997             | Déesse élamite de la victoire.                                     |
| Nike Fossae (it)       | 59,5° S, 340° E   | 800,0         | 1991             | Déesse grecque de la victoire.                                     |
| Penthesilea Fossa (it) | 12° S, 214° E     | 1 700,0       | 1997             | Reine Amazone grecque.                                             |
| Perunitsa Fossae (it)  | 10° S, 307° E     | 1 300,0       | 1997             | Guerrière ailée slave (Slaves de l'est).                           |
| Rangrid Fossae (it)    | 62,7° N, 356,4° E | 243,0         | 1985             | Valkyrie.                                                          |
| Saykal Fossae (it)     | 73° N, 139° E     | 300,0         | 1997             | Guerrière kirghiz.                                                 |
| Sigrun Fossae (it)     | 50,5° N, 18° E    | 970,0         | 1985             | Valkyrie.                                                          |
| Valkyrie Fossae (it)   | 58,2° N, 7° E     | 357,0         | 1991             | Jeunes femmes guerrières de la mythologie nordique.                |
| Yenkhoboy Fossae (it)  | 48° S, 7° E       | 900,0         | 1997             | Sœurs de bataille bouriates (extrême-orient russe).                |
| Yuzut-Arkh Fossae (it) | 48° N, 224° E     | 550,0         | 1997             | Divinité mauvaise des Khakas (Sud de la Sibérie).                  |
| Zheztyrnak Fossae (it) | 67,5° S, 182° E   | 180,0         | 2000             | Divinité mauvaise kazakh, la "jeune femme aux griffes de cuivre".  |

## Labyrinthus
Un labyrinthus (pluriel : labyrinthi) est un réseau complexe de vallées et de canyons entrecroisés, découpant le plus souvent un plateau (planum). Ce type de formation correspond typiquement à un soulèvement crustal.
| Nom international          | Coordonnées      | Diamètre (km) | Année de nommage | Éponyme                                                           |
| -------------------------- | ---------------- | ------------- | ---------------- | ----------------------------------------------------------------- |
| Radunitsa Labyrinthus (it) | 8,9° S, 351,3° E | 100,0         | 2000             | Radonitsa, ancienne déesse slave, gardienne des âmes des défunts. |

## Lineae
Une linea (pluriel : lineae) est une formation topographique allongée. Les lineae peuvent être rectilignes ou courbes, et sombres ou claires.
| Nom international     | Coordonnées       | Diamètre (km) | Année de nommage | Éponyme |
| --------------------- | ----------------- | ------------- | ---------------- | --- |
| Agrona Linea (it)     | 40° N, 280° E     | 2 300,0       | 2006             | Agrona (en), déesse galloise du carnage, destructrice de vie.                                                                |
| Antiope Linea (it)    | 40° S, 350° E     | 0,0           | 1982             | Antiope, Amazone accordée à Thésée.                                                                                          |
| Badb Linea (it)       | 14° N, 15° E      | 1 750,0       | 1997             | Badb, déesse irlandaise de la guerre.                                                                                        |
| Breksta Linea (it)    | 35,9° N, 304° E   | 700,0         | 1985             | Breksta, déesse lituanienne de la nuit sombre (nom changé en août 2004 à partir de Breksta Dorsa).                           |
| Discordia Linea (it)  | 58° S, 246,5° E   | 800,0         | 1997             | Discorde, déesse romaine de la guerre, proche de Bellona.                                                                    |
| Guor Linea (it)       | 20° N, 0° E       | 0,0           | 1982             | Guor, Valkyrie de l'Europe nordique.                                                                                         |
| Hariasa Linea         | 19° N, 15° E      | 0,0           | 1982             | Hariasa (en), déesse germaine de la guerre.                                                                                  |
| Hippolyta Linea (it)  | 42° S, 345° E     | 0,0           | 1982             | Hippolyte, reine des Amazones.                                                                                               |
| Jokwa Linea (it)      | 17° S, 210° E     | 2 200,0       | 2003             | Jokwa, « Dame royale de l'Ouest » japonaise qui fit la guerre avec les démons et les géants, puis rétablit l'ordre du monde. |
| Kalaipahoa Linea (it) | 60,5° S, 336,5° E | 2 400,0       | 1991             | Kalaipahoa, déesse hawaïenne de la guerre.                                                                                   |
| Kara Linea (it)       | 44° S, 306° E     | 0,0           | 1982             | Kára, Valkyrie islandaise.                                                                                                   |
| Lampedo Linea (it)    | 62,2° N, 293° E   | 800,0         | 1982             | Reine des Amazones scythes.                                                                                                  |
| Molpadia Linea (it)   | 48° S, 355° E     | 0,0           | 1982             | Amazone. |
| Morrigan Linea (it)   | 54,5° S, 311° E   | 3 200,0       | 1991             | Déesse celte de la guerre.                                                                                                   |
| Penardun Linea (it)   | 54° S, 344° E     | 975,0         | 1991             | Déesse celte du ciel. |
| Sarykyz Linea (it)    | 77,3° S, 200° E   | 370,0         | 1997             | Esprit mauvais ouzbèke. |
| Sui-ur Linea (it)     | 61° S, 260° E     | 700,0         | 1997             | Mansi (Ob River Ugra) femme du dieu de la guerre.                                                                            |
| Thaukhud Linea (it)   | 24° S, 232° E     | 900,0         | 2003             | Adygan (Nord Caucase) guerrière brave, un esprit bénéfique.                                                                  |
| Veleda Linea (it)     | 10° S, 213° E     | 1 350,0       | 2003             | Déesse guerrière des Celtes continentaux.                                                                                    |
| Vihansa Linea         | 54° N, 20° E      | 0,0           | 1982             | Déesse germaine de la guerre.                                                                                                |
| Virtus Linea (it)     | 12° N, 21° E      | 500,0         | 1997             | Déesse romaine de la guerre.                                                                                                 |

## Montes
Un mons (pluriel : montes) est une grande montagne, souvent un volcan bouclier. Des montes peuvent être un groupe de volcans, le relief autour d'un grand cratère d'impact, une suite de crêtes ou une chaîne de montagnes.

## Paterae
Une patera (pluriel : paterae) est un cratère peu profond (avec en principe des bords festonnés), ou l'édifice portant ce cratère. Le cratère est généralement d'origine volcanique, mais peut aussi provenir d'un impact.
| Nom international       | Coordonnées        | Diamètre (km) | Année de nommage | Éponyme |
| ----------------------- | ------------------ | ------------- | ---------------- | --- |
| Aitchison Patera        | 16,7° S, 349,4° E  | 28,0          | 1994             | Alison Aitchison (d), géographe américaine. |
| Anning Paterae          | 66,5° N, 57,8° E   | 0,0           | 1991             | Mary Anning, paléontologue anglaise (1799–1847). |
| Anthony Patera          | 48,2° N, 32,6° E   | 70,0          | 1991             | Susan Brownell Anthony, importante suffragette américaine (1820–1906).                                                                                |
| Apgar Patera            | 43,1° N, 83,8° E   | 126,0         | 1991             | Virginia Apgar, anesthésiste américaine (1909–1974).                                                                                                  |
| Aspasia Patera          | 56,4° N, 189° E    | 200,0         | 1985             | Aspasie (env. 470-429 BEC), hétaïre grecque et compagne de Périclès. Nom changé en Aspasia Corona.                                                    |
| Ayrton Patera           | 6° N, 227,3° E     | 85,0          | 1994             | Hertha Marks Ayrton, physicienne anglaise (1854–1923).                                                                                                |
| Ba'het Patera           | 48,4° N, 0,1° E    | 145,0         | 1991             | Ba'het, une égyptienne qui vainquit les Portugais. Nom changé en Ba'het Corona.                                                                       |
| Bakhtadze Patera        | 45,5° N, 219,5° E  | 50,0          | 1997             | Kseniya Bakhtadze, généticienne du thé géorgienne (1899–1978).                                                                                        |
| Barnes Patera           | 15,5° S, 229,2° E  | 15,0          | 2003             | Florence Lowe (Pancho) Barnes, aviatrice américaine (1901–1975).                                                                                      |
| Bers Patera             | 66,7° S, 183° E    | 17,0          | 2000             | Sofya Andreyevna Bers (Tolstaya), épouse et copiste de Léon Tolstoï (1844–1919).                                                                      |
| Bethune Patera          | 46,5° N, 321,3° E  | 94,0          | 1991             | Mary McLeod Bethune, éducatrice américaine (1875–1955).                                                                                               |
| Boadicea Paterae        | 56,6° N, 96,5° E   | 220,0         | 1991             | Boadicée, reine et héroïne iceni (décédée vers -62).                                                                                                  |
| Bremer Patera           | 66,8° N, 63,7° E   | 91,0          | 1991             | Fredrika Bremer, écrivaine et féministe suédoise (1801–1865).                                                                                         |
| Carriera Patera         | 48,6° N, 48,8° E   | 97,0          | 1991             | Rosalba Carriera, peintre portraitiste vénitienne (1675–1757). Renommé ensuite par l'Union astronomique internationale.                               |
| Cassatt Patera          | 65,6° N, 207,7° E  | 152,1         | 1991             | Mary Cassatt, peintre impressionniste américaine (1844–1926). Nom changé en Cassatt Corona.                                                           |
| Cavell Patera           | 37,9° N, 18,7° E   | 76,0          | 1991             | Edith Cavell, infirmière britannique, héroïne de la Première Guerre mondiale (1865–1915). Nom changé en Cavell Corona.                                |
| Cherskaya Patera        | 5,2° S, 232,5° E   | 85,0          | 2003             | Mavra Pavlovna Cherskaya (env. 1850 – env.1900), exploratrice russe de la Sibérie orientale, épouse de Jan Czerski.                                   |
| Cleopatra Patera        | 66° N, 6,9° E      | 119,0         | 1992             | Cléopatre, reine égyptienne (env. 69-30 AEC). Changé en Cléopâtre (cratère).                                                                          |
| Colette Patera          | 66,3° N, 322,8° E  | 149,0         | 1982             | Colette, romancière française (1873–1954). |
| Corday Patera           | 62,7° N, 40,2° E   | 135,0         | 1991             | Charlotte Corday, pratriote française (1768–1798). Nom changé depuis.                                                                                 |
| Darclée Patera          | 37,4° S, 263,8° E  | 15,0          | 2006             | Haricléa Darclée, cantatrice soprano roumaine (1860–1939).                                                                                            |
| Davies Patera           | 47,2° N, 269,3° E  | 93,0          | 1991             | Emily Davies (1830–1921), éducatrice britannique, cofondatrice du Girton College.                                                                     |
| Destinnová Patera       | 31,5° S, 250,2° E  | 15,0          | 2006             | Emmy Destinn, cantatrice tchèque (1878–1930). |
| Dietrich Patera         | 5,3° S, 235,3° E   | 100,0         | 2003             | Marlene Dietrich (Maria Magdalena von Losch), actrice germano-américaine (1901–1992).                                                                 |
| Dutrieu Patera          | 33,8° N, 198,5° E  | 80,0          | 2006             | Hélène Dutrieu, aviatrice franco-belge (1877–1961).                                                                                                   |
| Eliot Patera            | 39,1° N, 79° E     | 116,0         | 1991             | George Eliot (Mary Ann Evans), romancière britannique (1819–1880).                                                                                    |
| Fedchenko Patera        | 24° S, 226,5° E    | 75,0          | 1997             | Olga Fedchenko, botaniste russe, exploratrice de l’Asie centrale (1845–1921).                                                                         |
| Fedosova Patera         | 45° N, 171,8° E    | 24,0          | 1997             | Irina Fedosova, poétesse folklorique russe (1831–1899). Auparavant le cratère Fedosova.                                                               |
| Garbo Patera            | 1,5° N, 258,2° E   | 75,0          | 2003             | Greta Garbo, actrice suédoise (1905–1990). |
| Garland Patera          | 32,7° N, 206,8° E  | 45,0          | 2006             | Judy Garland, chanteuse et actrice américaine (1922–1969).                                                                                            |
| Graham Patera           | 6° S, 6° E         | 75,0          | 1997             | Martha Graham, danseuse et chorégraphe américaine (1894–1991). Auparavant le cratère Graham.                                                          |
| Grizodubova Patera      | 16,7° N, 299,6° E  | 50,0          | 1997             | Valentina Grizodubova, aviatrice soviétique (1910–1993).                                                                                              |
| Hatshepsut Patera       | 28,1° N, 64,5° E   | 118,0         | 1985             | Hatchepsout, pharaon égyptienne (1479 AEC). |
| Hiei Chu Patera         | 48,2° N, 97,4° E   | 139,0         | 1985             | Hiei Chu, une chinoise qui transformait la soie des vers en fils et autres matériaux (2698 AEC).                                                      |
| Hroswitha Patera        | 35,8° N, 34,8° E   | 163,0         | 1985             | Hrotsvita de Gandersheim, écrivaine, dramaturge, poétesse et chanoinesse germanique (env. 935–975).                                                   |
| Izumi Patera            | 50° N, 193,6° E    | 74,0          | 1985             | Izumi Shikibu, poétesse japonaise (974–1036). |
| Jaszai Patera           | 32° N, 305° E      | 70,0          | 1997             | Mari Jászai, actrice hongroise (1850–1926). |
| Jotuni Patera           | 6,5° S, 214° E     | 100,0         | 1997             | Maria Jotuni, écrivaine finlandaise (1880–1943). |
| Keller Patera           | 45° N, 274° E      | 69,0          | 1991             | Helen Keller, écrivaine aveugle et sourde américaine (1880–1968).                                                                                     |
| Kottauer Patera         | 36,7° N, 39,6° E   | 136,0         | 1985             | Helene Kottannerin (en) (Helene Kottauer), écrivaine historique hongroise (1410–1471).                                                                |
| Kupo Patera             | 41,9° S, 195,5° E  | 100,0         | 1997             | Irena Kupo, astronome israélienne (1929–1978). |
| Kvasha Patera           | 9,5° S, 69° E      | 50,0          | 1997             | Lidia Kvacha; minéralogiste et chercheuse sur les météorites soviétique (1909–1977).                                                                  |
| Ledoux Patera           | 9,2° S, 224,8° E   | 75,0          | 1994             | Jeanne-Philiberte Ledoux, peintre française (1767–1840).                                                                                              |
| Libby Patera            | 34,5° S, 199,5° E  | 90,0          | 1997             | Leona Woods Marshall Libby, chimiste et physicienne américaine; American chemist and physicist (1919–1986).                                           |
| Lindgren Patera         | 28,1° N, 241,4° E  | 110,0         | 2006             | Astrid Lindgren, romancière suédoise (1907–2002). |
| Malibran Patera         | 18,4° S, 224,6° E  | 60,0          | 2003             | María-Felicia García, chanteuse franco-espagnole (1808–1836), sœur de Pauline Viardot-Garcia (éponyme de Viardot Patera).                             |
| Malintzin Patera        | 57° N, 81,5° E     | 60,0          | 1991             | Nom nahuatl de Doña Marina, guide et interprète amérindienne aztèque (1501–1550).                                                                     |
| Mansfield Patera        | 29,5° N, 227,5° E  | 80,0          | 1997             | Katherine Mansfield, écrivaine et poétesse néo-zélandaise (1888–1923).                                                                                |
| Mehseti Patera          | 16° N, 311° E      | 60,0          | 1997             | Mehseti Ganjevi, poétesse azérie/perse (env. 1050—env. 1100).                                                                                         |
| Mezrina Patera          | 33,3° S, 68,8° E   | 60,0          | 2000             | Anna Mezrina sculptrice russe sur argile de jouets de Dymkovo (1853–1938).                                                                            |
| Mikhaylova Patera       | 26,8° S, 348,2° E  | 70,0          | 1997             | Dariya Mikhaylova (mieux connue en tant que Dasha de Sébastopol), infirmière russe (env. 1830 - env. 1915).                                           |
| Nikolaeva Patera        | 33,9° N, 267,5° E  | 100,0         | 2006             | Olga V. Nikolaeva, planétologue et géochimiste russe (1941–2000).                                                                                     |
| Nordenflycht Patera     | 35° S, 266° E      | 140,0         | 1997             | Hedvig Charlotta Nordenflycht, poétesse suédoise (1718–1763).                                                                                         |
| Nzingha Patera          | 68,7° N, 205,7° E  | 85,5          | 1991             | Anna Zingha (1582–1663), reine des royaumes de Ndongo et de Matamba. Nom changé en Nzingha Corona.                                                    |
| Panina Patera           | 13° S, 309,8° E    | 50,0          | 1997             | Varvara Panina, chanteuse gitano-russe (1872–1911).                                                                                                   |
| Payne-Gaposchkin Patera | 25,5° S, 196° E    | 100,0         | 1997             | Cecilia Payne-Gaposchkin, astronome américaine (1900–1979).                                                                                           |
| Pchilka Patera          | 26,5° N, 234° E    | 100,0         | 1997             | Olena Ptchilka, écrivaine et ethnographe ukrainienne (1849–1930).                                                                                     |
| Pocahontas Patera       | 64,9° N, 49,4° E   | 78,0          | 1991             | Pocahontas, pacificatrice amérindienne powhatan (1595–1617).                                                                                          |
| Raskova Paterae         | 51° S, 222,8° E    | 80,0          | 1994             | Marina Raskova, aviatrice russe (1912–1943). |
| Razia Patera            | 46,2° N, 197,8° E  | 157,0         | 1985             | Razia al-Din (1205–1240), reine du sultanat du même nom.                                                                                              |
| Rogneda Patera          | 2,8° S, 220,5° E   | 120,0         | 2003             | Rogneda de Polotsk (966–1002), princesse de Polotsk, femme de Vladimir Ier (Grand-prince de la Rus' de Kiev), mère de Iaroslav le Sage.               |
| Sacajawea Patera        | 64,3° N, 335,4° E  | 233,0         | 1982             | Sacagawea, Amérindienne shoshone qui servit d'interprète pendant l’expédition de Lewis et Clark dans le Nord-Ouest du Pacifique (1786–1812).          |
| Sachs Patera            | 49,1° N, 334,2° E  | 65,0          | 1991             | Nelly Sachs, dramaturge et poétesse suédoise d'origine allemande (1891–1970).                                                                         |
| Sand Patera             | 41,7° N, 15,5° E   | 181,0         | 1991             | George Sand (Aurore Dupin), romancière française (1804–1876). Nom changé depuis en Sand Corona.                                                       |
| Sappho Patera           | 14,1° N, 16,5° E   | 225,0         | 1979             | Sappho, poétesse lyrique de l’Antiquité à Lesbos en Asie Mineure (env. 630 – 580 AEC).                                                                |
| Schumann-Heink Patera   | 74,3° N, 214,5° E  | 121,7         | 1991             | Ernestine Schumann-Heink, cantatrice allemande (1861–1936). Nom changé depuis en Schumann Heink Corona.                                               |
| Serova Patera           | 20° N, 247° E      | 60,0          | 1997             | Valentina Serova (Polovikova), actrice soviétique (1918–1975).                                                                                        |
| Shelikhova Patera       | 75,7° S, 162,5° E  | 60,0          | 1997             | Natalia Shelikhova, exploratrice russe de l'Alaska (env. 1750-env. 1800).                                                                             |
| Shulzhenko Patera       | 6,5° N, 264,5° E   | 60,0          | 1997             | Klavdia Chouljenko, chanteuse soviétique (1906–1984).                                                                                                 |
| Siddons Patera          | 61,6° N, 340,6° E  | 47,0          | 1997             | Sarah Siddons, actrice britannique (1755–1831). |
| Stopes Patera           | 42,6° N, 46,5° E   | 169,0         | 1991             | Marie Stopes, paléobotaniste britannique (1880–1959).                                                                                                 |
| Tarbell Patera          | 58,2° S, 351,5° E  | 80,0          | 1994             | Ida Tarbell, autrice et journaliste américaine (1857–1944).                                                                                           |
| Teasdale Patera         | 67,6° S, 189,1° E  | 75,0          | 1994             | Sara Teasdale, poétesse américaine (1884–1933). |
| Tenisheva Patera        | 1,4° S, 254,8° E   | 80,0          | 2000             | Maria Tenicheva, peintre russe et collectionneuse d'art (1867–1928).                                                                                  |
| Tey Patera              | 17,8° S, 349,1° E  | 20,0          | 1994             | Josephine Tey, romancière et dramaturge britannique (1897–1952).                                                                                      |
| Theodora Patera         | 23° N, 280° E      | 0,0           | 1982             | Théodora, célèbre femme byzantine ; élément aujourd'hui intégré à une chasma.                                                                         |
| Tipporah Patera         | 38,9° N, 43° E     | 99,0          | 1985             | Séphora, érudite hébreuse en médecine (1500 AEC). |
| Tituba Patera           | 42,4° N, 214,7° E  | 163,0         | 1991             | Tituba, infirmière esclave à l’origine de la chasse aux sorcières de Salem (vers 1692). Nom changé en Tituba Corona.                                  |
| Trotula Patera          | 41,3° N, 18,9° E   | 146,0         | 1985             | Trotula de Salerne, femme-médecin et chirurgienne italienne (décédée vers 1097). Nom changé en Trotula Corona.                                        |
| Viardot Patera          | 7° S, 254,3° E     | 55,0          | 2000             | Pauline Viardot, cantatrice et compositrice française (1821–1910).                                                                                    |
| Vibert-Douglas Patera   | 11,6° S, 194,3° E  | 45,0          | 2003             | Allie Vibert Douglas, astronome canadienne (1894–1988).                                                                                               |
| Villepreux-Power Patera | 22° S, 210° E      | 100,0         | 1997             | Jeanne Villepreux-Power, biologiste marin française (1794–1871).                                                                                      |
| Vovchok Patera          | 38° S, 310° E      | 80,0          | 1997             | Marko Vovtchok (Mariya Vilinskaya-Markovich), écrivaine russo-ukrainienne (1833–1907).                                                                |
| Wilde Patera            | 21,3° S, 266,3° E  | 75,0          | 2000             | Jane Francesca Wilde, poétesse irlandaise (1821–1891).                                                                                                |
| Witte Patera            | 25,8° S, 247,65° E | 35,0          | 2006             | Wilhelmine Witte, astronome allemande (1777–1854). |
| Woodhull Patera         | 37,4° N, 305,4° E  | 83,0          | 1991             | Victoria Woodhull, suffragette américaine et première candidate à la présidence des États-Unis (1838–1927).                                           |
| Yaroslavna Patera       | 38,8° N, 21,2° E   | 112,0         | 1985             | Yaroslavna, épouse du prince russe Igor Svyatoslavich qui attendit patiemment son retour de captivité (XIIe siècle). Nom changé en Yaroslavna Corona. |
| Žemaite Patera          | 35° S, 263° E      | 60,0          | 1997             | Julija Beniuševičiūtė-Žymantienė, écrivaine lituanienne (1845–1921).                                                                                  |

## Planitia
Une planitia (pluriel : planitiae) est une plaine, une étendue plate de basse altitude.
| Nom international     | Coordonnées       | Diamètre (km) | Année de nommage | Éponyme |
| --------------------- | ----------------- | ------------- | ---------------- | --- |
| Aibarchin Planitia    | 73° S, 25° E      | 1 200,0       | 1997             | Aibarchin, héroïne de l'Alpamych, épopée ouzbek.                                                                |
| Aino Planitia         | 40,5° S, 94,5° E  | 4 985,0       | 1982             | Aino, héroïne finnoise qui se transforma en esprit de l’eau.                                                    |
| Akhtamar Planitia     | 27° N, 65° E      | 2 700,0       | 1997             | Akhtamar, héroïne d'une épopée arménienne.                                                                      |
| Alma-Merghen Planitia | 76° S, 100° E     | 1 500,0       | 1997             | Alma-Merghen, héroïne de l'épopée mongole/bouriate Gheser.                                                      |
| Atalanta Planitia     | 45,6° N, 165,8° E | 2 050,0       | 1982             | Atalante, héroïne mythique grecque.                                                                             |
| Audra Planitia        | 59,8° N, 92,3° E  | 1 860,0       | 1991             | Audra, maîtresse lituanienne de la mer.                                                                         |
| Bereghinya Planitia   | 28,6° N, 23,6° E  | 3 900,0       | 1985             | Bereghinya, esprit slave de l'eau.                                                                              |
| Dzerassa Planitia     | 15° S, 295° E     | 2 800,0       | 1997             | Dzerassa, héroïne d'une épopée ossète ; fille aux cheveux dorés d'un roi de l'eau.                              |
| Fonueha Planitia      | 44° S, 48° E      | 3 000,0       | 1997             | Fonueha, vieille femme aveugle d'un conte populaire samoan qui se transforma en requin.                         |
| Ganiki Planitia       | 40° N, 202° E     | 5 160,0       | 1985             | Ganiki, esprit orochien (Sibérie) de l'eau, sirène.                                                             |
| Guinevere Planitia    | 21,9° N, 325° E   | 7 520,0       | 1982             | Guenièvre, épouse du roi Arthur.                                                                                |
| Gunda Planitia        | 16° S, 267° E     | 1 200,0       | 1997             | Gunda, héroïne d'une épopée abkhaze, belle sœur des chevaliers géants.                                          |
| Helen Planitia        | 51,7° S, 263,9° E | 4 360,0       | 1982             | Hélène, reine grecque dans l'Iliade, « le visage qui a lancé 1 000 navires ».                                   |
| Hinemoa Planitia      | 5° N, 265° E      | 3 700,0       | 1997             | Hinemoa, héroïne d'un conte maori ; traversa le lac Rotorua à la nage pour rejoindre son ami.                   |
| Imapinua Planitia     | 60° S, 142° E     | 2 100,0       | 1997             | Imapinua, maîtresse de la mer pour les Eskimos de l'est du Groenland.                                           |
| Kanykey Planitia      | 10° S, 350° E     | 2 100,0       | 1997             | Kanykey, héroïne de l'épopée kirghize Manas, épouse du chevalier Manas.                                         |
| Kawelu Planitia       | 32,8° N, 246,5° E | 3 910,0       | 1985             | Kawelu, héroïne mythologique hawaïenne, morte et ramenée à la vie.                                              |
| Laimdota Planitia     | 58° S, 117° E     | 1 800,0       | 1997             | Laimdota, héroïne mythologique lettone.                                                                         |
| Lavinia Planitia      | 47,3° S, 347,5° E | 2 820,0       | 1982             | Lavinia, romaine, épouse d'Énée.                                                                                |
| Leda Planitia         | 44° N, 65,1° E    | 2 890,0       | 1982             | Léda, mère de Clytemnestre, d'Hélène, et de Castor et Pollux.                                                   |
| Libuše Planitia       | 60° N, 290° E     | 1 200,0       | 1997             | Libuše, héroïne d'une histoire tchèque, la plus sage parmi trois sœurs.                                         |
| Llorona Planitia      | 18° N, 145° E     | 2 600,0       | 1997             | Llorona, héroïne d'un conte populaire mexicain/espagnol.                                                        |
| Louhi Planitia        | 80,5° N, 120,5° E | 2 440,0       | 1985             | Louhi, une reine mère de plusieurs belles jeunes filles dans la mythologie carélo-finnoise.                     |
| Lowana Planitia       | 43° N, 98° E      | 2 700,0       | 1997             | Lowana, héroïne d'une histoire aborigène d'Australie ; vivait seule parmi des paniers tissés pour la mer.       |
| Mugazo Planitia       | 69° S, 60° E      | 1 500,0       | 1997             | Mugazo, héroïne d'un conte vietnamien.                                                                          |
| Navka Planitia        | 8,1° S, 317,6° E  | 2 100,0       | 1982             | Navka, sirène slavo-orientale.                                                                                  |
| Niobe Planitia        | 21° N, 112,3° E   | 5 008,0       | 1982             | Niobé, héroïne mythologique grecque dont les douze enfants furent tués par Artémis et Apollon.                  |
| Nsomeka Planitia      | 53° S, 195° E     | 2 100,0       | 1994             | Nsomeka, une héroïne dans la culture bantou.                                                                    |
| Nuptadi Planitia      | 73° S, 250° E     | 1 200,0       | 1997             | Nuptadi, héroïne populaire mandan possédant une robe magique en coquillage.                                     |
| Rusalka Planitia      | 9,8° N, 170,1° E  | 3 655,0       | 1982             | Rusalka, sirène russe.                                                                                          |
| Sedna Planitia        | 42,7° N, 340,7° E | 3 570,0       | 1982             | Sedna, jeune fille inuit dont les doigts se transformèrent en phoques et en baleines.                           |
| Snegurochka Planitia  | 86,6° N, 328° E   | 2 775,0       | 1985             | Snegurochka, jeune fille des neiges dans les contes russes qui fond au printemps.                               |
| Sogolon Planitia      | 8° N, 107° E      | 1 600,0       | 1997             | Sogolon Kondé, héroïne de l'épopée mandingue Soundiata, femme-bufflonne, et mère de géant.                      |
| Tahmina Planitia      | 23° S, 80° E      | 3 000,0       | 1997             | Tahmina, héroïne d'une épopée iranienne, femme du cavalier Rustam.                                              |
| Tilli-Hanum Planitia  | 54° N, 120° E     | 2 300,0       | 1997             | Tilli-Hanum, héroïne de l'épopée azérie Ker-ogly.                                                               |
| Tinatin Planitia      | 15° S, 15° E      | 0,0           | 1994             | Tinatin, héroïne d'une épopée géorgienne.                                                                       |
| Undine Planitia       | 13° N, 303° E     | 2 800,0       | 1997             | Undine, nymphe d'eau, sirène lituanienne.                                                                       |
| Vellamo Planitia      | 45,4° N, 149,1° E | 2 155,0       | 1985             | Vellamo, sirène dans la mythologie carélo-finnoise.                                                             |
| Vinmara Planitia      | 53,8° N, 207,6° E | 1 635,0       | 1985             | Vinmara, jeune fille cygne que le dieu de la mer Qat garda sur Terre en cachant ses ailes (Nouvelles-Hébrides). |
| Wawalag Planitia      | 30° S, 217° E     | 2 600,0       | 1997             | Les Wawalag, héroïnes d'un mythe aborigène chez les Yulengor (Terre d'Arnhem).                                  |
| Zhibek Planitia       | 40° S, 157° E     | 2 000,0       | 1997             | Zhibek, héroïne de l'épopée kazakh Kyz-Zhibek.                                                                  |

## Planum
Un planum (pluriel : plana) est une haute plaine, un plateau.
| Nom international | Coordonnées       | Diamètre (km) | Année de nommage | Éponyme                                                               |
| ----------------- | ----------------- | ------------- | ---------------- | --------------------------------------------------------------------- |
| Astkhik Planum    | 45° S, 20° E      | 2 000,0       | 1997             | Astghik (en), déesse arménienne de l'amour, de la beauté et de l'eau. |
| Lakshmi Planum    | 68,6° N, 339,3° E | 2 345,0       | 1979             | Lakshmi, déesse hindouiste de l'amour et de la guerre.                |
| Turan Planum      | 13° S, 116,5° E   | 800,0         | 2003             | Turan, déesse étrusque de l'amour, de l'a santé et de la fertilité.   |
| Viriplaca Planum  | 20° S, 112° E     | 1 200,0       | 2003             | Viriplaca, déesse romaine de l'amour matrimonial et du bonheur.       |

## Regio
Une regio (pluriel : regiones) désigne en général une région étendue d'albédo homogène et distinct des terrains environnants, parfois seulement une région présentant une couleur ou une topographie particulière et homogène la distinguant des régions voisines.
| Nom international | Coordonnées       | Diamètre (km) | Année de nommage | Éponyme                                                                    |
| ----------------- | ----------------- | ------------- | ---------------- | -------------------------------------------------------------------------- |
| Alpha Regio       | 25,5° S, 0,3° E   | 1 897,0       | 1979             | Première lettre de l’alphabet grec.                                        |
| Asteria Regio     | 21,6° N, 267,5° E | 1 131,0       | 1982             | Astéria, Titanide grecque.                                                 |
| Atla Regio        | 9,2° N, 200,1° E  | 3 200,0       | 1982             | Atla, géante nordique, mère d'Heimdall.                                    |
| Bell Regio        | 32,8° N, 51,4° E  | 1 778,0       | 1982             | Bell, géante anglaise.                                                     |
| Beta Regio        | 25,3° N, 282,8° E | 2 869,0       | 1979             | Seconde lettre de l’alphabet grec.                                         |
| Dione Regio       | 31,5° S, 328° E   | 2 300,0       | 1991             | Dioné, Titanide grecque, consort de Zeus et mère d'Aphrodite selon Homère. |
| Dsonkwa Regio     | 53° S, 167° E     | 1 500,0       | 1997             | Dsonkwa, géante kwakiutl de la forêt.                                      |
| Eistla Regio      | 10,5° N, 21,5° E  | 8 015,0       | 1982             | Eistla, géante nordique.                                                   |
| Hyndla Regio      | 22,5° N, 294,5° E | 2 300,0       | 1991             | Hyndla, géante nordique du bois.                                           |
| Imdr Regio        | 43° S, 212° E     | 1 611,0       | 1982             | Imdr, géante nordique.                                                     |
| Ishkus Regio      | 61° S, 245° E     | 1 000,0       | 1997             | Ishkus, géante makah de la forêt.                                          |
| Laufey Regio      | 7° N, 315° E      | 2 100,0       | 2000             | Laufey, géante nordique.                                                   |
| Neringa Regio     | 65° S, 288° E     | 1 100,0       | 1997             | Neringa, géante de la côte marine lituanienne.                             |
| Ovda Regio        | 2,8° S, 85,6° E   | 5 280,0       | 1982             | De l'hébreu ovda, qui signifie « le fait ».                                |
| Phoebe Regio      | 6° S, 282,8° E    | 2 852,0       | 1982             | Phœbé, Titanide grecque.                                                   |
| Tethus Regio      | 66° N, 120° E     | 0,0           | 1982             | Tethus, Titanide grecque.                                                  |
| Themis Regio      | 37,4° S, 284,2° E | 1 811,0       | 1982             | Thémis, Titanide grecque.                                                  |
| Thetis Regio      | 11,4° S, 129,9° E | 2 801,0       | 1982             | Thetis, Titanide grecque.                                                  |
| Ulfrun Regio      | 27° N, 225° E     | 3 954,0       | 1982             | Ulfrun, géante nordique.                                                   |
| Vasilisa Regio    | 11° S, 332° E     | 1 200,0       | 1997             | Vassilissa, héroïne d'un conte russe.                                      |

## Rupes
Un rupes (pluriel identique) est une falaise ou un escarpement linéaire. Les rupes de Vénus sont nommés d'après les déesses du foyer.
| Nom international | Coordonnées       | Diamètre (km) | Année de nommage | Éponyme                                                          |
| ----------------- | ----------------- | ------------- | ---------------- | ---------------------------------------------------------------- |
| Fornax Rupes      | 30,3° N, 201,1° E | 729,0         | 1985             | Fornax, déesse romaine du foyer (four) et de la cuisson du pain. |
| Gabie Rupes       | 67,5° N, 109,9° E | 350,0         | 1985             | Gabija, déesse lituanienne du feu et du foyer.                   |
| Hestia Rupes      | 6° N, 71,1° E     | 588,0         | 1982             | Hestia, déesse grecque du foyer.                                 |
| Uorsar Rupes      | 76,8° N, 341,2° E | 820,0         | 1985             | Uorsar, déesse adyguéenne (Caucase) du foyer.                    |
| Ut Rupes          | 55,3° N, 321,9° E | 676,0         | 1982             | Ut, déesse sibérienne/turco-tatare du feu du foyer.              |
| Vaidilute Rupes   | 43,5° S, 22° E    | 2 000,0       | 1997             | Vaidilute, prêtresses lituanienne, protectrices du feu sacré.    |
| Vesta Rupes       | 58,3° N, 323,9° E | 788,0         | 1982             | Vesta, déesse romaine du foyer.                                  |

## Terrae
Une terra (pluriel : terrae) est une vaste étendue de hautes-terres. Les terrae de Vénus sont nommées d'après la déesse de l'amour dans diverses civilisations.

## Tesserae
Une tessera (pluriel : tesserae) est une zone où le terrain est polygonal, carrelé ou semblable à un assemblage de tuiles. Les tesserae de Vénus sont nommées d'après des déesses du sort ou de la fortune.
| Nom international     | Coordonnées           | Diamètre (km) | Année de nommage | Éponyme |
| --------------------- | --------------------- | ------------- | ---------------- | --- |
| Adrasthea Tesserae    | 30° N, 55° E          | 750,0         | 1997             | Adrastée, déesse grecque du droit.                                                                              |
| Ananke Tessera        | 53,3° N, 137° E       | 1 060,0       | 1985             | Ananké, déesse grecque de la nécessité.                                                                         |
| Athena Tessera        | 35° N, 175° E         | 1 800,0       | 1997             | Athéna, déesse grecque de la sagesse.                                                                           |
| Atropos Tessera       | 71,5° N, 304° E       | 469,0         | 1985             | Atropos, une des Moires de la mythologie grecque.                                                               |
| Bathkol Tessera       | 61° N, 200° E         | 1 485,0       | 1997             | Bathkol, déesse du destin dans l'Israël ancien.                                                                 |
| Chimon-mana Tessera   | 3° S, 270° E          | 1 500,0       | 1997             | Chimon-mana, déesse hopi de la folie.                                                                           |
| Clídna Tessera        | 42° S, 29° E          | 500,0         | 1997             | Cliodhna, déesse-oiseau irlandaise de la vie après la mort.                                                     |
| Clotho Tessera        | 56,4° N, 334,9° E     | 289,0         | 1985             | Clotho, une des Moires de la mythologie grecque                                                                 |
| Cocomama Tessera      | 62° S, 23° E          | 1 600,0       | 1997             | Cocomama, une déesse du bonheur dans la mythologie inca.                                                        |
| Dēkla Tessera         | 57,4° N, 71,8° E      | 1 363,0       | 1985             | Dēkla, une déesse lettone du destin.                                                                            |
| Dolya Tessera         | 8° S, 296° E          | 1 100,0       | 1997             | Dolya, déesse slavo-orientale du bon destin.                                                                    |
| Dou-Mu Tesserae       | 60° S, 244° E         | 400,0         | 1997             | Dou-Mu, déesse chinoise régissant la vie et mort.                                                               |
| Fortuna Tessera       | 69,9° N, 45,1° E      | 2 801,0       | 1985             | Fortuna, déesse romaine de la chance.                                                                           |
| Gbadu Tessera         | 1° S, 38° E           | 700,0         | 1997             | Gbadu, une déesse fon de la prédiction.                                                                         |
| Gegute Tessera        | 17° 00′ N, 121° 00′ E | 1 600,0       | 1997             | Gegute, une déesse lituanienne du temps.                                                                        |
| Giltine Tesserae      | 39° S, 250° E         | 300,0         | 1997             | Giltine, une déesse lituanienne du mauvais sort.                                                                |
| Haasttse-baad Tessera | 6° N, 127° E          | 2 600,0       | 1997             | Haasttse-badd, une déesse Navajo de la bonne santé.                                                             |
| Hikuleo Tesserae      | 42° S, 54° E          | 1 400,0       | 1997             | Hikuleo, a Tongan underworld goddess (devenues Hikuleo Fluctus).                                                |
| Humai Tessera         | 53° S, 250° E         | 350,0         | 1997             | Humai, un oiseau légendaire iranien du bonheur.                                                                 |
| Husbishag Tesserae    | 28° S, 101° E         | 1 100,0       | 1997             | Husbishag, une déesse sémite du monde souterrain                                                                |
| Itzpapalotl Tessera   | 75,7° N, 317,6° E     | 380,0         | 1985             | Itzpapalotl, déesse aztèque du destin.                                                                          |
| Kruchina Tesserae     | 36° N, 27° E          | 1 000,0       | 1997             | Kruchina, déesse slavo-orientale de la tristesse.                                                               |
| Kutue Tessera         | 39° 30′ N, 108° 48′ E | 653,0         | 1985             | Le Kutue, un champignon du folklore oultche qui apporte le bonheur.                                             |
| Lachesis Tessera      | 44,4° N, 300,1° E     | 664,0         | 1985             | Lachésis, une des trois Moires de la mythologie grecque.                                                        |
| Lahevhev Tesserae     | 29° N, 189° E         | 1 300,0       | 1997             | Lahevhev, déesse mélanésienne des âmes des morts.                                                               |
| Laima Tessera         | 55° N, 48,5° E        | 971,0         | 1985             | Laima, déesse lettone et lituanienne du destin.                                                                 |
| Lhamo Tessera         | 51° S, 15° E          | 800,0         | 1997             | Ache Lhamo, déesse tibétaine du temps et du destin.                                                             |
| Likho Tesserae        | 40° N, 134° E         | 1 200,0       | 1997             | Likho, divinité slavo-orientale du mauvais sort.                                                                |
| Mafdet Tessera        | 9,2° N, 38,5° E       | 370,0         | 2003             | Mafdet, déesse égyptienne de l'autorité judiciaire et des exécutions.                                           |
| Mago-Halmi Tesserae   | 70° N, 157° E         | 400,0         | 1997             | Mago-Halmi, déesse coréenne de l'aide.                                                                          |
| Magu Tessera          | 52° S, 305° E         | 300,0         | 1997             | Magu, déesse chinoise de l’immortalité.                                                                         |
| Mamitu Tesserae       | 22° N, 44° E          | 900,0         | 1997             | Mamitu (en), déesse akkadienne de la destinée.                                                                  |
| Manatum Tessera       | 4° S, 64° E           | 3 800,0       | 1997             | Manatum, déesse sémitique du destin.                                                                            |
| Manzan-Gurme Tesserae | 39° 00′ N, 359° 30′ E | 1 354,0       | 1985             | Manzan-Gurme (en), ancêtre possédant le livre du Destin dans les mythologies mongoles, tibétaines et bouriates. |
| Meni Tessera          | 48,1° N, 77,9° E      | 454,0         | 1985             | Méni, déesse sémitique du destin.                                                                               |
| Meskhent Tessera      | 65,8° N, 103,1° E     | 1 056,0       | 1985             | Meskhenet, déesse égyptienne de la fortune.                                                                     |
| Minu-Anni Tessera     | 20° S, 30° E          | 1 300,0       | 1997             | Minu-Anni, déesse assyrienne du destin.                                                                         |
| Moira Tessera         | 58,7° N, 310,5° E     | 361,0         | 1985             | Les Moires, déesses grecques.                                                                                   |
| Nedolya Tesserae      | 5° N, 294° E          | 1 200,0       | 1997             | Nedolya, déesse slavo-orientale du mauvais sort.                                                                |
| Nemesis Tesserae      | 40° N, 181° E         | 355,0         | 1985             | Nemesis, déesse grecque de la juste colère (des dieux) et de la rétribution céleste.                            |
| Norna Tesserae        | 50° S, 263° E         | 700,0         | 1997             | Les Nornes, déesses nordiques du destin.                                                                        |
| Nortia Tesserae       | 49° S, 160° E         | 650,0         | 1997             | Nortia, déesse étrusque du destin.                                                                              |
| Nuahine Tessera       | 9° 00′ S, 157° 00′ E  | 1 000,0       | 1997             | Nuahine, déesse rapanui du destin.                                                                              |
| Oddibjord Tessera     | 82° N, 85° E          | 900,0         | 1997             | Oddibjord, déité scandinave de la fortune.                                                                      |
| Pasom-mana Tesserae   | 33° S, 49° E          | 1 200,0       | 1997             | Pasom-mana, déesse hopis des rêves et de la folie.                                                              |
| Salus Tessera         | 1,5° S, 48,5° E       | 850,0         | 1997             | Salus, déesse romaine de la santé et de la prospérité.                                                          |
| Senectus Tesserae     | 50° N, 292° E         | 1 400,0       | 1997             | Senectus, déesse romaine de la vieillesse.                                                                      |
| Shait Tessera         | 54° S, 173,5° E       | 220,0         | 1997             | Shait (en), déesse égyptienne de la destinée humaine.                                                           |
| Shimti Tessera        | 31,9° N, 97,7° E      | 1 275,0       | 1985             | Shimti, incarnation d'Ishtar en tant que déesse du destin dans la mythologie babylonienne.                      |
| Snotra Tesserae       | 24° N, 134° E         | 1 000,0       | 1997             | Snotra, déesse scandinave de la sagesse.                                                                        |
| Sopdet Tesserae       | 45° S, 243° E         | 500,0         | 1997             | Sopdet, déesse égyptienne de l'étoile Sirius et de l’année à venir.                                             |
| Sudenitsa Tesserae    | 33° N, 270° E         | 4 200,0       | 1997             | Les Sudenitsa, trois sœurs et déesses slaves du destin.                                                         |
| Sudice Tessera        | 37° S, 112° E         | 500,0         | 1997             | Sudice (en), déesse tchèque du destin.                                                                          |
| Tellus Tessera        | 42,6° N, 76,8° E      | 2 329,0       | 1982             | Tellus, titanide grecque.                                                                                       |
| Tushita Tesserae      | 42° S, 54° E          | 1 400,0       | 2000             | Tushita, déité hindoue de la résignation au destin. Nommé auparavant Hikuleo Tesserae.                          |
| Tyche Tessera         | 44° S, 14,5° E        | 575,0         | 1997             | Tyché, déesse grecque du destin.                                                                                |
| Urd Tessera           | 40° S, 174,5° E       | 250,0         | 1997             | Urd, déesse nordique du destin.                                                                                 |
| Ustrecha Tesserae     | 43° S, 265° E         | 450,0         | 1997             | Ustrecha, ancienne déesse russe de la chance.                                                                   |
| Vako-nana Tesserae    | 27° N, 40° E          | 1 200,0       | 1997             | Vako-nana, sage protectrice adyguée.                                                                            |
| Verpeja Tesserae      | 58° S, 160° E         | 600,0         | 1997             | Verpeja, déesse du fil de la vie.                                                                               |
| Virilis Tesserae      | 56,1° N, 239,7° E     | 782,0         | 1985             | Virilis, un des noms de Fortuna, déesse romaine de la chance.                                                   |
| Xi Wang-mu Tessera    | 30° S, 62° E          | 1 300,0       | 1997             | Xi Wang-mu, déesse chinoise de l'ouest, gardienne de la médecine pour la vie éternelle.                         |
| Yuki-Onne Tessera     | 39° N, 261° E         | 1 200,0       | 1997             | Yuki-onna, esprit japonais de la mort.                                                                          |
| Zirka Tessera         | 33° N, 300° E         | 450,0         | 1997             | Zirka, déesse biélorusse du bonheur.                                                                            |

## Tholi
Un tholus (pluriel : tholi) est un dôme (généralement un volcan aux pentes assez abruptes). Les tholi sont plus petits que les montes (souvent des volcans boucliers). Ceux de Vénus sont nommés d'après diverses déesses.
| Nom international | Coordonnées         | Diamètre (km) | Année de nommage | Éponyme |
| ----------------- | ------------------- | ------------- | ---------------- | --- |
| Akka Tholus       | 75,1° N, 233° E     | 19,4          | 2009             | Akka, déesse-mère finnoise.                                                                                               |
| Alcyone Tholus    | 2,1° S, 256,4° E    | 70,0          | 2003             | Alcyone, déesse grecque personnifiant les nuages de pluie.                                                                |
| Ale Tholus        | 68,2° N, 247° E     | 87,0          | 1985             | Igbo (Nigéria), déesse qui a créé la Terre et la végétation.                                                              |
| Amra Tholus       | 53° N, 98° E        | 50,0          | 1997             | Amra, divinité abkhaze du Soleil.                                                                                         |
| Angerona Tholus   | 29,8° S, 287,2° E   | 200,0         | 1997             | Angerona, déesse italienne du silence.                                                                                    |
| Angrboda Tholus   | 73,8° S, 116° E     | 80,0          | 1997             | Angrboda, géante nordique, première femme de Loki et mère de trois divinités maléfiques.                                  |
| Apakura Tholus    | 40,3° N, 208,8° E   | 10,0          | 2006             | Apakura, déesse maori de la justice.                                                                                      |
| Ashtart Tholus    | 48,7° N, 247° E     | 138,0         | 1985             | Ashtart, déesse phénicienne de l'amour, de la fertilité, et de la guerre, ainsi que personnification de la planète Vénus. |
| Azimua Tholi      | 34,05° S, 249,35° E | 40,0          | 2006             | Azimua, déesse sumérienne du monde souterrain.                                                                            |
| Bast Tholus       | 57,8° N, 130,3° E   | 83,0          | 1985             | Bastet, déesse égyptienne de la joie.                                                                                     |
| Brigit Tholus     | 49° N, 246° E       | 0,0           | 1985             | Brigit, déesse celte de la sagesse, du raclage et de la forge.                                                            |
| Cotis Tholus      | 44,3° N, 233° E     | 62,0          | 1997             | Cotis, déesse thrace, mère des dieux, similaire à Cybèle. Nom changé depuis Cotis Mons.                                   |
| Dröl-ma Tholus    | 24,2° N, 6,3° E     | 40,0          | 2000             | Dröl-ma, déesse tibétaine de la compassion.                                                                               |
| Eirene Tholus     | 75,5° N, 230° E     | 58,0          | 2009             | Eiréné, déesse grecque de la paix.                                                                                        |
| Evaki Tholus      | 37,6° N, 342,2° E   | 200,0         | 1997             | Evaki, déesse amazonienne du sommeil.                                                                                     |
| Ezili Tholus      | 23,7° N, 91,3° E    | 150,0         | 2006-09-25       | Ezili, déesse de l'eau douce, de la beauté et de l'amour au Bénin.                                                        |
| Furki Tholus      | 35,9° N, 236,4° E   | 79,0          | 1997             | Furki, déesse tchétchène et ingouche, épouse du dieu du tonnerre Sela. Nom changé depuis Furki Mons.                      |
| Gerd Tholi        | 54,5° S, 291,5° E   | 50,0          | 1997             | Gerd, jeune fille du ciel scandinave.                                                                                     |
| Grechukha Tholi   | 8,6° S, 255,8° E    | 200,0         | 2000             | Grechukha, divinité ukrainienne des champs.                                                                               |
| Iaso Tholus       | 5,2° N, 255,3° E    | 30,0          | 2003             | Iaso, déesse grecque de la santé, de la médecine et de la guérison.                                                       |
| Justitia Tholus   | 28,7° S, 296,5° E   | 60,0          | 1997             | Justitia, déesse romaine de la justice.                                                                                   |
| Khotal-Ekva Tholi | 9,1° S, 177,8° E    | 50,0          | 1997             | Khotal-Ekva, déesse du Soleil mansi.                                                                                      |
| Kwannon Tholus    | 26,3° S, 296,8° E   | 135,0         | 1997             | Kannon, déesse bouddhiste japonaise de la miséricorde.                                                                    |
| Lama Tholus       | 7,8° N, 266° E      | 110,0         | 2003             | Lama, déesse sumérienne de protection.                                                                                    |
| Mahuea Tholus     | 37,5° S, 164,7° E   | 110,0         | 1994             | Mahuea, déesse maori du feu.                                                                                              |
| Meiboia Tholus    | 44,7° S, 281,3° E   | 85,0          | 1997             | Meiboia, déesse grecque des abeilles.                                                                                     |
| Mentha Tholus     | 43° N, 237,3° E     | 79,0          | 1997             | Mentha, déesse romaine, personnification de l'esprit humain. Nom changé depuis Mentha Mons.                               |
| Monoshi Tholus    | 37,7° S, 252° E     | 15,0          | 2006             | Monoshi, déesse bengalie des serpents.                                                                                    |
| Muru Tholus       | 9° S, 305,5° E      | 40,0          | 1997             | Muru, divinité estonienne des prairies.                                                                                   |
| Narina Tholi      | 25,8° S, 80° E      | 55,0          | 2000             | Narina, déesse oiseau sauvage d'Australie.                                                                                |
| Ndara Tholus      | 57,5° S, 16° E      | 70,0          | 1997             | Ndara, déesse toraji (île de Sulawesi) du monde souterrain et des tremblements de terre.                                  |
| Neegyauks Tholus  | 68,6° S, 200° E     | 30,0          | 2000             | Neegyauks, femme volcan et princesse grenouille dans la mythologie tlingit.                                               |
| Nertus Tholus     | 61,2° N, 247,9° E   | 66,0          | 1985             | Nertus, déesse germanique/nordique de la végétation.                                                                      |
| Nipa Tholus       | 8,4° N, 255,7° E    | 140,0         | 2003             | Nipa, déesse algonquin de la lune.                                                                                        |
| Norterma Tholus   | 77° S, 188° E       | 15,0          | 2000             | Norterma, déesse tibétaine du don des richesses.                                                                          |
| Otafuku Tholi     | 28,7° N, 46,3° E    | 80,0          | 1997             | Otafuku, déesse japonaise de l'allégresse.                                                                                |
| Otohime Tholus    | 32° S, 268,2° E     | 20,0          | 2006             | Otohime, déesse japonaise des arts et de la beauté.                                                                       |
| Padma Tholi       | 34,7° S, 68,3° E    | 100,0         | 2000             | Padma, déesse indienne du lotus.                                                                                          |
| Pajan Yan Tholus  | 8,3° N, 252,2° E    | 80,0          | 2003             | Pajan Yan, déesse cambodgienne de la guérison de dont le visage apparaît dans les formes à la surface de la Lune.         |
| Paoro Tholi       | 10,5° N, 268° E     | 225,0         | 2003             | Paoro, déesse maori des échos qui a donné sa voix à Marikoriko, la première femme.                                        |
| Perynya Tholus    | 0,7° S, 353,2° E    | 110,0         | 2000             | Perynya, déesse slave, femme du dieu du tonnerre, Perun.                                                                  |
| Podaga Tholus     | 56,3° S, 2° E       | 40,0          | 1997             | Podaga, déesse slave du temps.                                                                                            |
| Rohina Tholus     | 40,6° S, 295,4° E   | 30,0          | 1997             | Rohina, déesse hindoue des vaches.                                                                                        |
| Rosna Tholi       | 25,5° S, 73,3° E    | 130,0         | 2000             | Rosna, déesse Chimalateco/Chinanteco (Mexique) des montagnes.                                                             |
| Semele Tholi      | 64,3° N, 202,9° E   | 194,0         | 1985             | Sémélé, déesse phrygienne de la Terre.                                                                                    |
| Shamiram Tholus   | 6,9° S, 335,2° E    | 10,0          | 2000             | Shamiram, déesse arménienne de l'amour.                                                                                   |
| Sumerla Tholi     | 13,8° S, 252,2° E   | 90,0          | 2000             | Sumerla, déesse slavo-orientale du monde souterrain.                                                                      |
| Toci Tholus       | 29,5° N, 355,1° E   | 300,0         | 1997             | Toci, déesse aztèque des tremblements de terre.                                                                           |
| Turi Tholus       | 66,9° S, 222,3° E   | 15,0          | 2000             | Turi, déesse polynésienne, créatrice du relief des îles.                                                                  |
| Tursa Tholus      | 35,4° S, 205,2° E   | 75,0          | 1997             | Tursa, déesse italienne de la terreur.                                                                                    |
| Upunusa Tholus    | 66,2° N, 252,4° E   | 223,0         | 1985             | Upunusa, déesse de la Terre dans les îles et Earth goddess of Leti and Babar (Indonésie).                                 |
| Vilakh Tholus     | 6,5° S, 176,5° E    | 15,0          | 1997             | Vilakh, déesse lakia/kazikumukh (Daghestan) du feu.                                                                       |
| Vupar Tholus      | 13,5° S, 306° E     | 100,0         | 1997             | Vupar, mauvais esprit chuvash (région de la Volga) à l’origine des éclipses lunaires et solaires.                         |
| Wohpe Tholus      | 41,4° N, 288,1° E   | 40,0          | 2006             | Wohpe, déesse lakota de l’ordre, de la beauté et du bonheur.                                                              |
| Wurunsemu Tholus  | 40,6° N, 209,9° E   | 83,0          | 1985             | Wurunsemu, déesse hatti (proto-hittite) du Soleil et mère des dieux.                                                      |
| Yansa Tholus      | 76,1° N, 232,2° E   | 20,0          | 2009             | Yansa, déesse brésilienne du vent et du feu.                                                                              |
| Yurt-Ava Tholus   | 13,8° S, 341,5° E   | 15,0          | 2000             | Yurt-Ava, divinité mordovienne de la mère au foyer.                                                                       |
| Zorya Tholus      | 9,4° S, 335,3° E    | 22,0          | 1994             | Zorya, déesse slave de l’aube.                                                                                            |

## Undae
Une unda (pluriel : undae) est une dune, les undae sont des champs de dunes. Celles de Vénus sont nommées d'après des déesses du désert.

## Valles
Une vallis (pluriel : valles) est une vallée ou un vallon. Sur Vénus les valles longues de plus de 400 km ont reçu le nom de la planète Vénus dans différentes langues, les autres sont nommées d'après des déesses des rivières.
| Nom international    | Coordonnées       | Diamètre (km) | Année de nommage | Éponyme |
| -------------------- | ----------------- | ------------- | ---------------- | --- |
| Ahsabkab Vallis      | 24° S, 79° E      | 700,0         | 2000             | Nom maya de Vénus le matin. |
| Alajen Vallis        | 3,3° S, 337,1° E  | 200,0         | 2000             | Alajen, divinité talysh des cours d'eau. |
| Albys Vallis         | 39,5° S, 30,5° E  | 240,0         | 1997             | Albys, divinité touvine/altaïenne des cours d'eau. |
| Anuket Vallis        | 66,7° N, 8° E     | 350,0         | 1994             | Anouket, déesse égyptienne de l'eau. |
| Apisuahts Vallis     | 66,5° S, 17° E    | 550,0         | 1997             | Nom niitsítapi/algonquien de la planète Vénus. |
| Austrina Vallis      | 49,5° S, 177° E   | 600,0         | 1997             | Nom letton de la planète Vénus. |
| Avfruvva Vallis      | 2° N, 70° E       | 70,0          | 1994             | Avfruvva, déesse same des cours d'eau. |
| Baltis Vallis        | 37,3° N, 161,4° E | 6 000,0       | 1994             | Nom syrien de la planète Vénus. |
| Banumbirr Vallis     | 7° S, 4° E        | 400,0         | 1997             | Nom donné à la planète par les Aborigènes d'Arnhem. |
| Bastryk Vallis       | 7,5° S, 347,5° E  | 190,0         | 2000             | Bastryk, divinité koumyk des cours d'eau. |
| Bayara Vallis        | 45,6° N, 16,5° E  | 500,0         | 1994             | Terme dogon pour désigner la planète Vénus. |
| Belisama Vallis      | 50° N, 22,5° E    | 220,0         | 1994             | Belisama, déesse celte des cours d'eau. |
| Bennu Vallis         | 1,3° N, 341,2° E  | 710,0         | 1994             | Nom égyptien de la planète Vénus. |
| Chasca Vallis        | 52,8° S, 359° E   | 400,0         | 1997             | Nom quechua de la planète Vénus. |
| Citlalpul Vallis     | 51,8° S, 187° E   | 3 160,0       | 1994             | Nom aztèque de la planète Vénus (anciennement Citlalpul Valles). |
| Dilbat Vallis        | 55° S, 184° E     | 420,0         | 2000             | Nom assyro-babylonien de la planète Vénus. |
| Dzyzlan Vallis       | 16° S, 182° E     | 250,0         | 1997             | Dzyzlan, déesse abkhaze des cours d'eau. |
| Fara Vallis          | 1,2° S, 345,5° E  | 260,0         | 2000             | Fara, déesse malgache de l'eau. |
| Fetu-ao Vallis       | 61° S, 254,7° E   | 400,0         | 1997             | Nom samoan de la planète Vénus. |
| Fufei Vallis         | 46° N, 341° E     | 170,0         | 1997             | Fufei, déesse chinoise de la Rivière Claire. |
| Ganga Valles         | 4,8° N, 53° E     | 200,0         | 2006             | Ganga, déesse hindouiste du fleuve sacré Gange. |
| Gendenwitha Vallis   | 63° S, 259° E     | 900,0         | 1997             | Nom iroquois de la planète Vénus. |
| Helmud Vallis        | 33,9° S, 171,3° E | 280,0         | 1997             | Helmud, déesse afghane des cours d'eau. |
| Hoku-ao Vallis       | 28° N, 166,5° E   | 450,0         | 1997             | Nom hawaïen de la planète Vénus. |
| Ikhwezi Vallis       | 16° N, 147,8° E   | 1 700,0       | 1997             | Nom zoulou de la planète Vénus. |
| Jutrzenka Vallis     | 27° N, 155,8° E   | 970,0         | 1997             | Nom polonais de la planète Vénus. |
| Kallistos Vallis     | 51,1° S, 21,5° E  | 900,0         | 1994             | Nom en grec ancien de la planète Vénus. |
| Khalanasy Vallis     | 51° S, 168,5° E   | 320,0         | 1997             | Khalanasy, sirène azéri des cours d'eau. |
| Kimtinh Vallis       | 46,5° S, 67° E    | 550,0         | 2000             | Nom vietnamien de la planète Vénus. |
| Kinsei Vallis        | 13,6° N, 141° E   | 800,0         | 1997             | Nom japonais de la planète Vénus. |
| Koidutäht Vallis     | 76,5° S, 130° E   | 700,0         | 1997             | Nom estonien de la planète Vénus. |
| Kumanyefie Vallis    | 80,5° S, 335° E   | 600,0         | 1997             | Nom ewe de la planète Vénus. |
| Kūmsong Vallis       | 59° S, 152,5° E   | 700,0         | 1997             | Nom coréen de la planète Vénus. |
| Laidamlulum Vallis   | 73° S, 151° E     | 2 700,0       | 2000             | Nom maidu de la planète Vénus. |
| Lo Shen Valles       | 12,8° S, 89,6° E  | 225,0         | 1994             | Lo Shen, déesse de cours d'eau chinoise. |
| Lunang Vallis        | 68,2° N, 310° E   | 250,0         | 1997             | Lunang, déesse nouristani de la rivière Parun. |
| Lusaber Vallis       | 47,5° S, 164° E   | 500,0         | 1997             | Nom arménien de la planète Vénus. |
| Martuv Vallis        | 23° N, 156° E     | 250,0         | 1997             | Martuv, divinité kirghize de cours d'eau. |
| Matlalcue Vallis     | 33° S, 167,5° E   | 300,0         | 1997             | Matlalcue, un déesse aztèque d'eau douce. |
| Merak Vallis         | 63,5° S, 162° E   | 200,0         | 1997             | Merak, une déité baloutche des cours d'eau. |
| Morongo Valles       | 20° S, 111,4° E   | 660,0         | 2003             | Nom Makoni (en) de Vénus en tant qu'étoile du soir. |
| Nahid Valles         | 55,1° S, 171° E   | 500,0         | 1997             | Nom persan de la planète Vénus. |
| Nantosuelta Vallis   | 61,9° S, 193° E   | 320,0         | 1997             | Nantosuelte, une déesse celtique de cours d'eau. |
| Nepra Vallis         | 1,4° N, 24,2° E   | 350,0         | 1997             | Nepra (déesse), déesse slavo-orientale du Dniepr. |
| Ngyandu Vallis       | 62° S, 12° E      | 500,0         | 1997             | Nom swahili de la planète Vénus. |
| Nommo Valles         | 40,7° S, 87,3° E  | 200,0         | 2000             | Les nommos, génies ancestraux des eaux dogons. |
| Nyakaio Vallis       | 47,5° N, 339° E   | 150,0         | 1997             | Nyakaio, divinité shilluk des cours d'eau. |
| Olokun Vallis        | 81,5° N, 269° E   | 150,0         | 1997             | Olokun, divinité bini de la mer et des cours d'eau. |
| Omutnitsa Vallis     | 33° N, 292° E     | 150,0         | 1997             | Omutnitsa, une divinité slavo-orientale des cours d'eau. |
| Poranica Valles      | 21° S, 178,5° E   | 550,0         | 1997             | Anciennement Poranica Vallis. Nommées d'après un soi-disant terme slovène pour Vénus selon l'instance de nommage astronomique officielle , bien que ni les dictionnaires ni les corpora en slovène n'incluent ce terme. |
| Sága Vallis          | 76,1° N, 340,6° E | 450,0         | 1994             | Sága, déesse nordique en forme de chute d'eau. |
| Samundra Vallis      | 24,1° S, 347,1° E | 110,0         | 1994             | Samundra, une déesse indienne de cours d'eau. |
| Sati Vallis          | 3,2° N, 334,4° E  | 225,0         | 1994             | Sati, déesse égyptienne de l'eau. |
| Sezibwa Vallis       | 44° S, 37° E      | 300,0         | 1997             | Sezibwa (en), esprit de rivière lugandais. |
| Sholpan Vallis       | 63,9° S, 150° E   | 590,0         | 2003             | Nom kazakh and karakalpak de la planète Vénus. |
| Sinann Vallis        | 49° S, 270° E     | 425,0         | 1994             | Shannon, déesse irlandaise de cours d'eau. |
| Ta'urua Vallis       | 80,2° S, 247,5° E | 525,0         | 1994             | Terme tahitien désignant la planète Vénus. |
| Tai-pe Valles        | 11° N, 156,5° E   | 400,0         | 1997             | Nom chinois pour la planète Vénus. |
| Tan-yondozo Vallis   | 41,5° S, 87° E    | 800,0         | 1997             | Nom bachkir de la planète Vénus. |
| Tapati Vallis        | 27° N, 304° E     | 150,0         | 1997             | Tapati, déesse indienne du Tapti. |
| Tawera Vallis        | 11,6° S, 67,5° E  | 500,0         | 1997             | Nom māori de la planète Vénus. |
| Tingoi Vallis        | 6° N, 318,6° E    | 250,0         | 1997             | Tingoi, un esprit de la rivière mandé. |
| Umaga Valles         | 49° S, 152° E     | 400,0         | 1997             | Nom en Tagal ancien de la planète Vénus. |
| Uottakh-sulus Valles | 12,5° N, 239° E   | 1 100,0       | 1997             | Nom Sakha de la planète Vénus. |
| Utrenitsa Vallis     | 55° N, 280° E     | 700,0         | 1997             | Nom en vieux russe de la planète Vénus. |
| Vakarine Vallis      | 5° N, 336,4° E    | 625,0         | 1994             | Terme lituanien désignant la planète Vénus. |
| Veden-Ema Vallis     | 15° S, 141° E     | 300,0         | 1997             | Veden-Ema, déesse finnoise de la pêche. |
| Vesper Vallis        | 59,3° S, 180° E   | 610,0         | 2000             | Nom latin pour Vénus (étoile du soir). |
| Vishera Vallis       | 33,1° S, 161,6° E | 300,0         | 2003             | Vishera, une légendaire fille Komi-Permyak qui s'est transformée en la rivière Vishera (en). |
| Xulab Vallis         | 57,5° S, 186° E   | 820,0         | 1997             | Nom maya de la planète Vénus. |
| Ymoja Vallis         | 71,6° S, 204,8° E | 390,0         | 1994             | Iemanja, une déesse de cours d'eau yoruba. |
| Yuvkha Valles        | 10,5° N, 239,5° E | 200,0         | 1997             | Yuvkha, un esprit de rivière turkman. |